# История вермахта

Победа любой ценой. Немецкий плакат Второй мировой войны

История вермахта — история вооружённых сил Германии (с 16 марта 1935 по 20 августа 1946 года).

## Предыстория

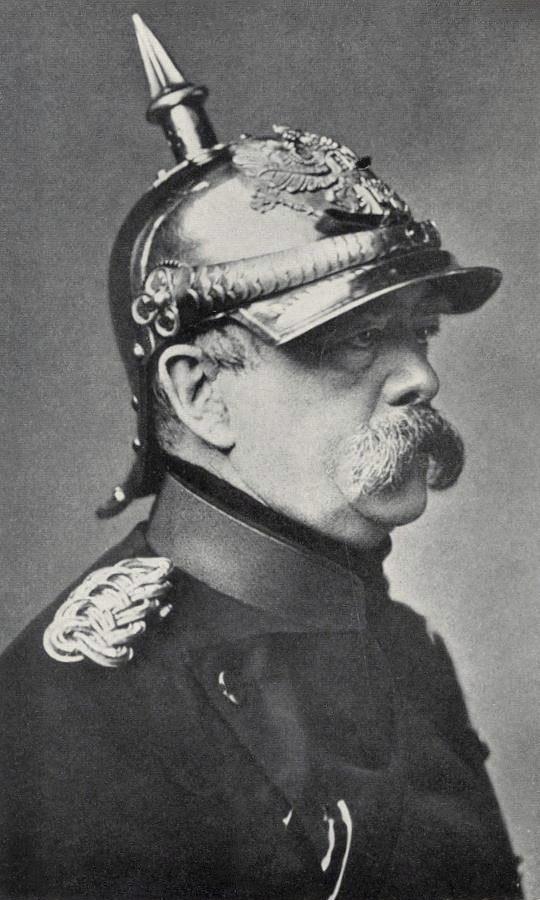
Бисмарк в 1873 году

Решив «железом и кровью» проблему объединения немецких государств вокруг Пруссии в 1871 году, Отто фон Бисмарк встал перед необходимостью создания военной доктрины, адекватной сложившейся на тот момент в Западной Европе международной обстановке:

Германия хочет, чтобы её оставили в покое и дали ей мирно развиваться. Для того, чтобы это развитие было гарантировано, Германия должна иметь сильную армию, поскольку никто не решится нападать на того, кто имеет меч, вложенный в ножны.— 
Бисмарк учитывал уязвимость положения Германии в центре Европы, происходящую от лёгкости, с которой может быть создана военная коалиция для ведения против неё затяжной войны на два фронта. В связи с этим он категорически заявлял, что, пока он занимает пост канцлера, Германия не будет иметь колоний и, тем самым, удастся избежать конфликтов с ведущими мировыми державами, вставшими на путь колониализма.
Тем не менее, общая логика исторического экономического развития привела к отказу руководства страны от этой доктрины. Правящие группировки государства, поддерживаемые амбициозным и склонным к авантюрам кайзером Вильгельмом II, встали на путь военного противостояния со своими соседями.

Однако при том географическом положении, которое занимала Германия, она могла рассчитывать на успех лишь в молниеносной войне, в течение малого времени приводящей к победе. Так появилась концепция «блицкрига», нашедшая своё выражение в известном «плане Шлиффена», по своей сути являющейся воплощением идеи «превентивной войны», коротко сформулированной ещё Фридрихом Великим в своём афоризме: 
лучше предупредить, чем быть предупреждённым.
После Первой мировой войны Версальский договор запретил Германии иметь полноценные вооружённые силы: численность армии была ограничена 100 000 военнослужащих плюс 15 000 военных моряков, не предусматривалось наличие тяжёлой артиллерии, танковых войск и военно-воздушных сил (флота). В 1921 году на этих условиях был создан так называемый рейхсвер (имперские силы обороны).
Законом об обороне от 23 марта 1921 года устанавливалось, что вооружёнными силами Германской республики является рейхсвер, состоящий из имперских сухопутных войск и имперского морского флота.
Практически сразу Германия приступила к наращиванию военной мощи, выходя за рамки ограничений. Высшие офицеры, в том числе Сект, с одобрения рейхсканцлера Йозефа Вирта вели тайные переговоры с командным составом Красной армии. Это стало явью после заключения 16 апреля 1922 года между Веймарской республикой и СССР Рапалльского договора, которое вывело обе страны из состояния международной изоляции.
Германия поддерживала развитие советской военной промышленности, командиры Красной армии проходили генеральную штабную подготовку в рейхсвере, Германия предоставляла технические документы и лицензии на строительство военной техники и инвестиции в советские оружейные заводы. Взамен рейхсверу была предоставлена возможность обучать своих командиров, получать артиллерийские боеприпасы из Советского Союза, обучать летчиков-истребителей и командиров танков на советской земле, а также производить и испытывать там боевые отравляющие вещества. Немецкие и советские специалисты по вооружению разрабатывали прототипы танков новых типов под прикрытием производства тракторов. Компании «Юнкерс» было разрешено поставлять самолёты в Советский Союз и основать под Москвой собственный авиазавод. Около 120—130 немецких пилотов и летных наблюдателей прошли подготовку на секретной Липецкой учебной базе, составив ядро летчиков-истребителей будущих люфтваффе. С 1930 года в Камском танковом училище под Казанью было подготовлено около 30 специалистов-танкистов. Под Саратовом на секретном объекте Томка проводились работы по усовершенствованию отравляющего газа, модернизировалась технология применения боевого газа и планировалась, технически дорабатывалась и апробировалась стратегия применения химического оружия.
С приходом Гитлера к власти в 1933 году военные контакты были свёрнуты, а военнослужащие обеих стран неофициально принимали участие в военных действиях в Испании по разную сторону фронта. Союзнические взаимоотношения с СССР были ненадолго восстановлены осенью 1939 года посредством заключения договора о ненападении (пакта Молотова — Риббентропа).
Кардинальные изменения произошли после прихода Гитлера к власти. В нарушение Версальского мирного договора Германия стала открыто вооружаться, но это не встретило никакого противодействия со стороны западных держав, гарантов Версальского мира, которые, учитывая общественное мнение, помнившее ужасы Первой мировой войны, ценой любых уступок пытались не допустить начала новой бойни.

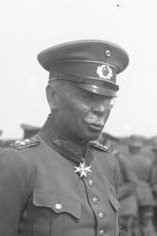
Ганс фон Сект

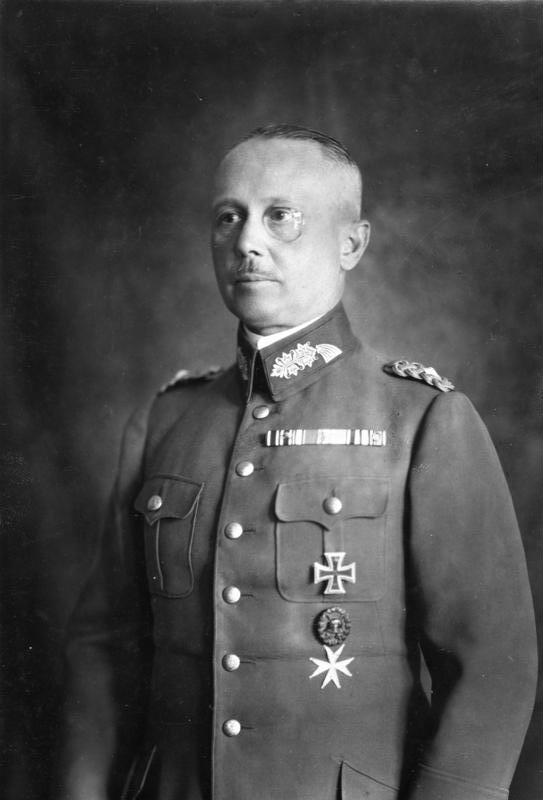
Вернер фон Фрич

### Традиции и ритуалы
Прусская армия испытывала сильное влияние теории войны, разработанной фон Клаузевицем.

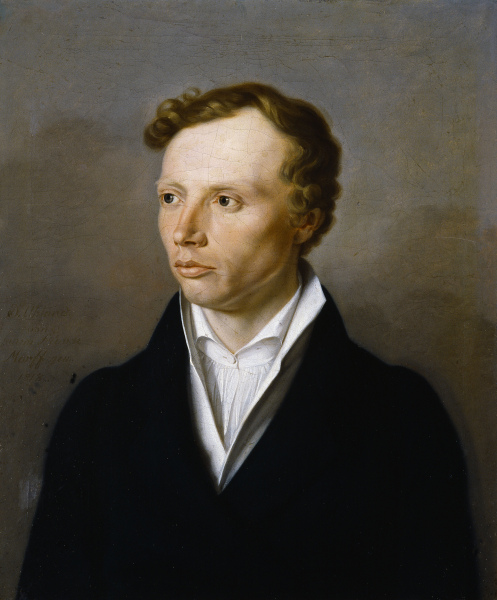
Поэт-романтик Людвиг Уланд (1787—1862)

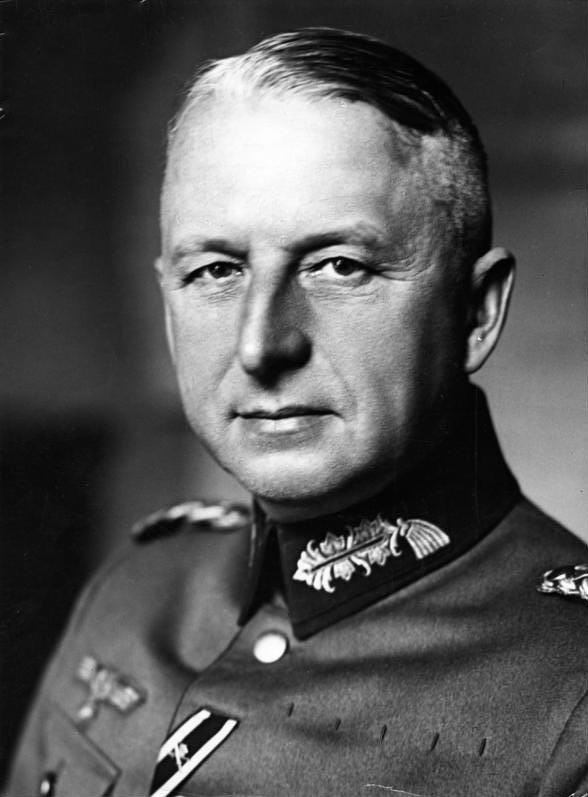
Эрих фон Манштейн

Эта армия имела свою мифологию, опирающуюся на древнегерманские сказания о Нибелунгах и свой фольклор. Песенная культура играла и играет до сих пор в жизни любого немца, в том числе и солдата, значительную роль, поднимая настроение и, что важнее, создавая ощущение единства нации. К числу таких песен относится «Песня о павшем товарище», текст которой был написан в 1809 году классиком немецкой романтики Людвигом Уландом (Ludwig Uland, 1787—1862), музыка к которой была сочинена Фридрихом Зилкером (Friedrich Silher, 1789—1860) в 1827 году на мотивы старых швабских народных песен. Текст этой песни — пацифисткий, а мелодия отражает чувства скорби по погибшим на войне. Она представляет собой основу вечернего церемониала отбоя (Großen Zapfenstreich) (мелодия этой песни хорошо знакома людям старшего поколения, поскольку без указания авторства исполняется на слова, сообщающие историю о юном барабанщике).
Офицерский корпус представляя собой корпоративную замкнутую организацию со своими представлениями об офицерской чести и моральными установками, весьма строго выполнявшимися, в особенности в кригсмарине. Так из состава флота за аморальное поведение был исключён Гейдрих, ставший впоследствии главой РСХА.
Офицерская солидарность ставилась выше политических убеждений, поэтому даже во время подготовки свержения власти нацистской верхушки, информация о готовящихся мероприятиях не вышла за пределы круга военных.
Не был забыт окончательно даже такой пережиток прошедших веков, как дуэль. Так обострённые отношения между фельдмаршалом Клюге и генералом Гудерианом привели к тому, что младший по званию вызвал старшего на дуэль.
В этом отношении характерна реакция генерал-фельдмаршала Эриха фон Манштейна — на предложение присоединиться к заговору по устранению Гитлера, Он лишь ответил: «Прусские фельдмаршалы не бунтуют».
Немецкий офицерский корпус, весьма скептически относился к Гитлеру и партийной идеологии. Офицеров раздражали плебейские черты, проявлявшиеся во всех проявлениях деятельности функционеров НСДАП и самого фюрера, а также его некомпетентность в вопросах военного строительства. В свою очередь Гитлер обвинял генералов в том, что они не понимают его экономической политики, и переубедить его было крайне сложно.
С другой стороны никто в вермахте не мог не признать заботы Гитлера и его партии о создании необходимых для строительства вооружённых сил условий. Как отмечал в своих воспоминаниях Генрих фон Эйнзидель, к началу войны безусловные успехи Гитлера в области внутренней и внешней политики несколько смягчили у офицеров к нему отношение.
Также одной из черт, унаследованных вермахтом от прусской армии, был антисемитизм, который пропаганда связала с неприятием коммунистической идеологии. Так генерал-полковник Эрих Гепнер, командир 4-й танковой группы, в своём приказе в начале мая 1941 года, призывал подчинённых к победе над «еврейским большевизмом» и безжалостному уничтожению «русской большевистской системы».
Действия айнзатцгрупп были поддержаны и Манштейном. Известны два его приказа от октября и ноября 1941 года, в которых он настаивает на уничтожении еврейско-большевистской системы, как источника и носителя большевистского террора, что является задачей каждого немецкого солдата. Впрочем, узнав о зверствах эсэсовцев и действующих под их руководством зондеркоманд в своём тылу, он сказал, что «это настолько невообразимо, что в это невозможно поверить». Манштейн был фигурантом процесса над военнокомандующими Вермахта и был 19.12.1949 осуждён на 18 лет лишения свободы, но в мае 1953 года по состоянию здоровья был досрочно освобождён.
Подобный же приказ был составлен командующим 6-й армией генерал-полковником Вальтером фон Рейхенау. 10 октября 1941 года он указал, что «существенной целью похода на Восток против еврейско-большевистской системы является разрушение могущества и выкорчёвывание азиатского влияния на культурную территорию Европы». Его текст так понравился Гитлеру, что он дал указание командующему ОКХ Браухичу разослать текст в войска, как основу для издания аналогичных распоряжений.

### Жупел большевизма: СССР, Коминтерн и угроза мировой революции
Жупел большевизма стал одним из излюбленных и, как показала история, весьма действенных символов для нацистской антисоветской агитации, провоцирования более чем обоснованного недоверия к Советскому Союзу и оправдания подготовки войны против него.
РКП (б), создав Третий Интернационал, поставила задачу распространения идей революционного интернационального социализма и коммунизма во все страны мира. Эту работу часть руководства партии считала борьбой за мировую революцию и в ней были задействованы советские полпредства, торговые фирмы, туристические бюро, научные институты, на что тратились значительные финансовые ресурсы СССР.
В предвоенные годы Советское государство своей активной внешней международной деятельностью, закреплённой официально в государственной символике страны, поставил своей целью на деле осуществить свою всемирно-историческую миссию по подготовке силового революционного преобразования всего мирового сообщества на принципах коммунизма. Через свои многочисленные ячейки и филиалы в виде всевозможных зарубежных коммунистических партий, а также близкие по убеждениям общественные организации — КИМ, МОПР, различные антифашистские объединения и пр., Коминтерн (полностью управляемый и финансируемый советским правительством и партийным руководством СССР) готовил мировую пролетарскую революцию. Гимном Коминтерна была песня: «Наш лозунг — Всемирный Советский Союз!».

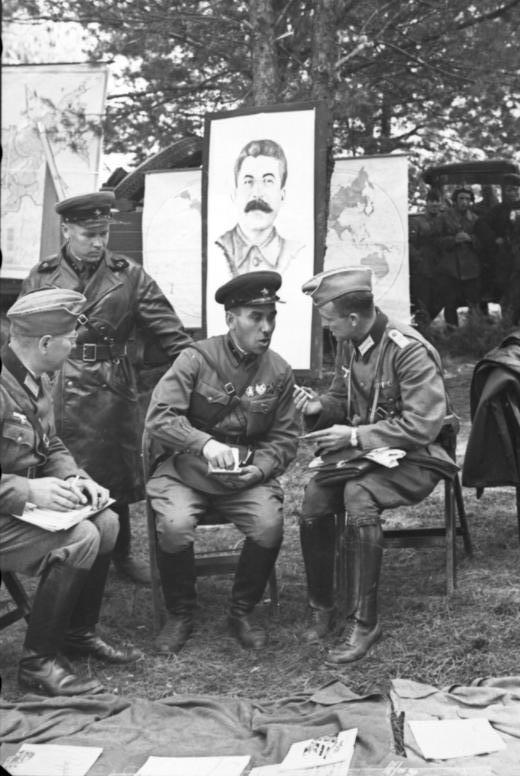
Общение победителей, военнослужащие Вермахта и РККА во время Польской кампании, 22 сентября 1939

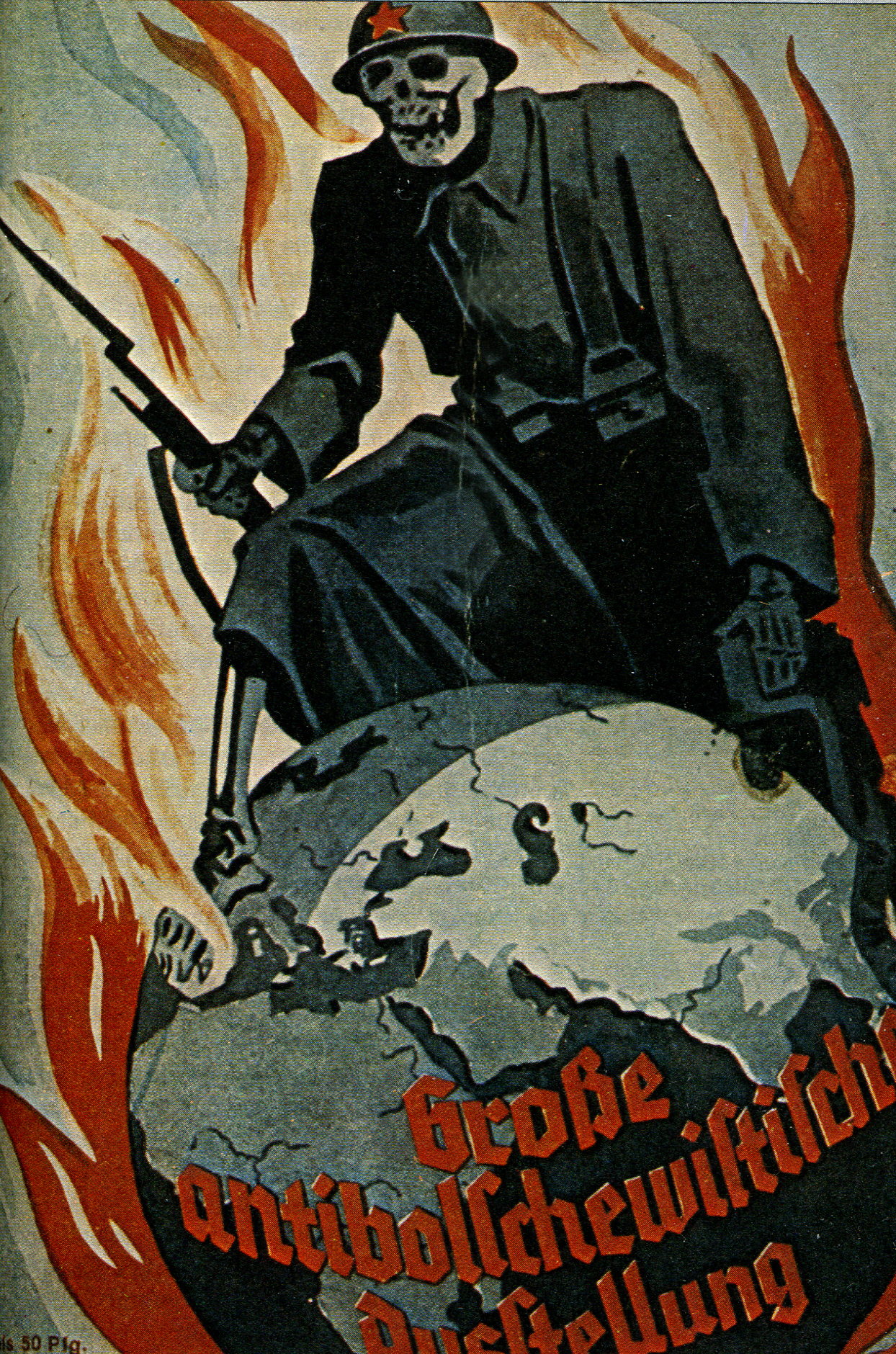
Немецкий плакат
«Призрак большевизма»

Это нашло своё отражение также и в первой строфе текста государственного гимна СССР (тогда — «Интернационал»), транслировавшегося в мировой эфир дважды в сутки государственной радиостанцией имени Коминтерна из Уфы. В качестве рабочего механизма при этом использовалась формально внегосударственная организация — Коммунистический Интернационал (Коминтерн), имеющий в Москве свою штаб-квартиру. Посредством этой организации оказывалось возможным через голову парламентов и правительств буржуазных государств и, минуя созданную для согласования международных отношений организацию в лице Лиги наций, обращаться непосредственно к наиболее восприимчивому к коммунистической идеологии общественному слою — рабочим промышленности, то есть к классу пролетариата.
Конечные цели советской внешней политики были изначально недвусмысленно выражены и геральдически в виде государственного герба СССР, изображавшего земной шар, накрытый эмблемой свободного коммунистического труда — Серпом и Молотом — с популистским призывом к объединению пролетариата под лозунгом: «Пролетарии всех стран, соединяйтесь!».
При этом, офицеры вермахта были достаточно хорошо осведомлены о беспрецедентном терроре и репрессиях в СССР, которым начиная с середины тридцатых годов подвергались все слои населения России, включая и политическую партийную оппозицию в ВКП(б), и командный состав РККА, и сами карательные органы НКВД. Среди жертв были и командиры, лично известные немцам по совместной боевой учёбе. Советский Союз они рассматривали как территорию, в которой царят моральный вакуум, террор и полное беззаконие. Всего этого в определённой степени было достаточно для поддержания в их среде уверенности в своей правоте и исторической обоснованности необходимости войны против Советской России, которую много позже уже президент США Рейган назвал «Империей зла».
Столкнувшись на фронте с бойцами Красной армии, немецкие военнослужащие имели возможность убедиться в глубокой разнице в культуре, привычках и обычаях, а также мировоззрении между собой и своим противником. Это различие интенсивно эксплуатировала немецкая пропаганда, одним из направлений которой было внушение представления о неполноценности противника и на этом основании, оправдывала любые крайне жестокие методы борьбы с ним.
Однако нацистская пропаганда к началу войны не нашла в солдатской массе всеобщей поддержки. Даже в последнюю перед пересечением границы ночь, до зачтения приказа, немецкие солдаты были настроены не враждебно, и даже благодушно, говоря между собой:

«Der Iwan tut uns doch nicht, ist unser Verbündeter, liefert Korn und ist gegen die Engländer.» So sagen die meisten…
«Иван ничего против нас не имеет, он наш союзник, поставляет нам хлеб и он против англичан». Так считает большинство…— 

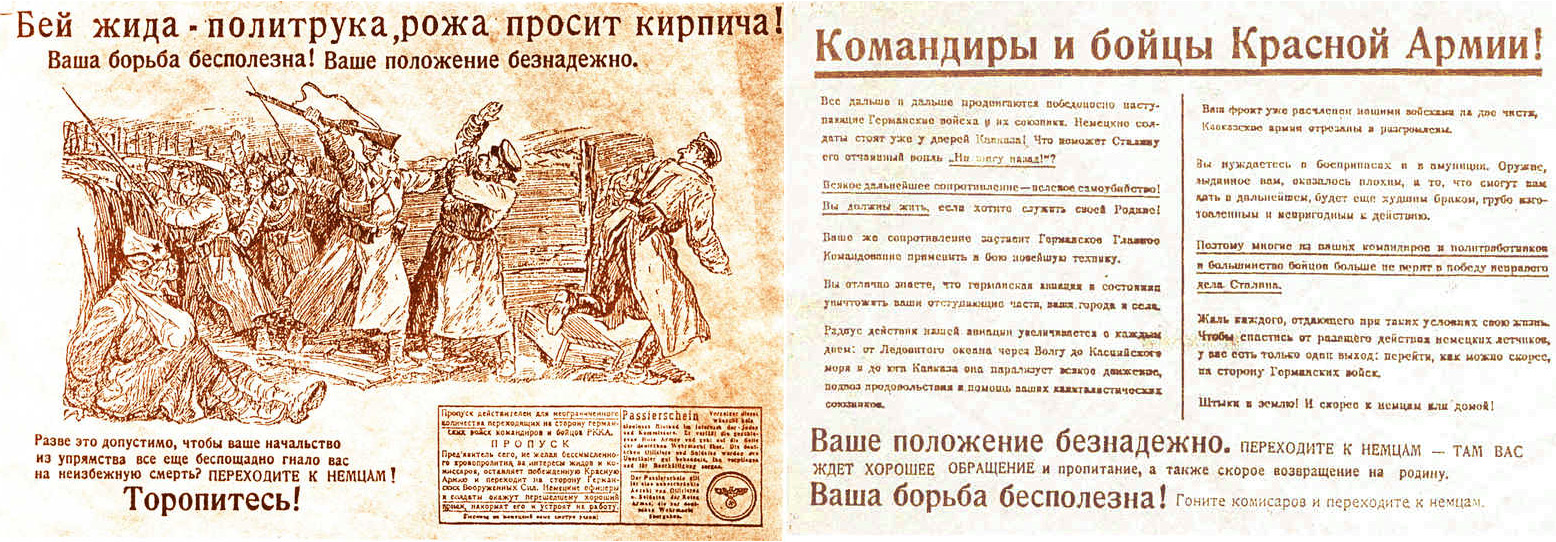
Один из вариантов (лицевая и оборотная сторона) немецкой агитационной листовки «Бей жида-политрука, рожа просит кирпича!» для сдачи в плен солдат РККА

Верховному командованию вермахта цель предстоящего похода на восток была сообщена Гитлером в марте 1941 года, как создание основы для достижения германской гегемонии на Европейском континенте, причём подчёркивалось, что предстоящая война с СССР будет войной идеологий, конечной целью которой будет уничтожение «еврейского большевизма». Для нижних чинов было разработано специальное руководство «Richtlinien für das Verhalten der Truppe in Rußlahd», где был дан упрощённо-примитивный образ врага: «Большевик — Еврей — Партизан».

### Вермахт и партия
Высшие слои офицерства рассматривали Гитлера, как инструмент, с помощью которого можно было бы освободиться от «позора Версаля». А после произвести «замену блюд».
Молодые офицеры в первое время были беззаветно преданы Гитлеру и восторженно приветствовали его начинания. Среди них, в частности, были и Тресков и Штауффенберг. «Они ещё не были героями, чтобы стать таковыми требовалось время».
С другой стороны в первые годы режима многие рассматривали своё поступление в вермахт как своего рода «внутреннюю эмиграцию», дающую некоторую возможность изолировать себя от партийной политики. И Гитлер, в первое время остро нуждавшийся в лояльности офицерского корпуса, не настаивал на ведении политической пропаганды нацизма в армии. Результатом стал скрытый конфликт, не позволявший перед лицом гибельной для страны авантюристической политики Гитлера ограничиться лишь исполнением своего чисто солдатского долга. Тем более, что принятый устав с учётом соответствующего пункта конституции недвусмысленно запрещал военнослужащим вермахта участие в какой бы то ни было политической деятельности.
Отношения вермахта к НСДАП были сильно попорчены в результате проведения силами СС операции, ставшей известной как «Ночь длинных ножей», в результате которой был убит в стиле чикагских гангстеров глава штурмовиков (СА) Рём, а заодно и некоторые явные или скрытые политические противники Гитлера.
Армия была против Рёма, который собирался преобразовать армию в вооружённую милицию, что никак не устраивало вермахт. Однако во время проведения этой операции были убиты бывший рейхсканцлер и военный министр Шлейхер и глава абвера и министр обороны в кабинете Шлейхера генерал фон Бредов. И это рассматривалось как оскорбление армии, которого ей до сих пор ещё никто не смел нанести.

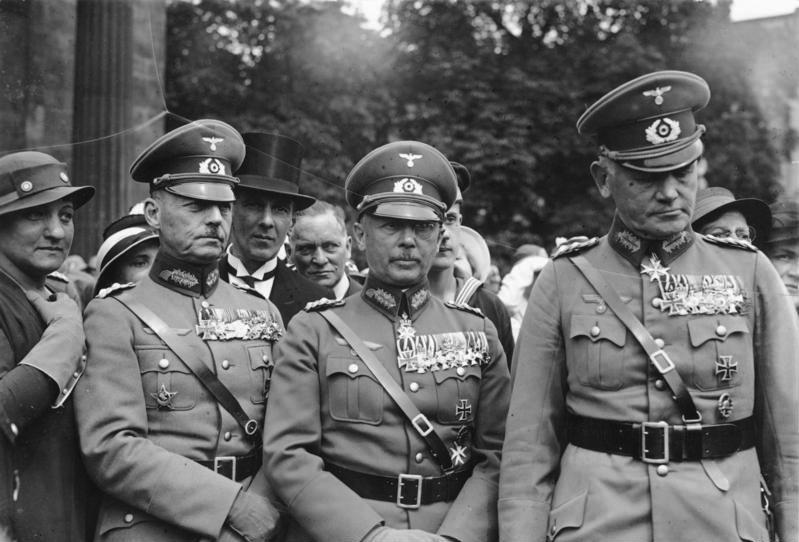
Бломберг, Фрич и Рундштедт (1934)

Одним из первых внешних проявлением этого конфликта стало «дело Фрича — Бломберга», завершившееся победой партийных функционеров и значительным увеличением влияния органов госбезопасности, созданных в противовес армии. Главнокомандующий вермахтом Бломберг, главнокомандующий ОКХ Фрич и министр иностранных дел Нейрат были отстранены от дел.
Официально поводом к их отставке стали обвинения морального плана. Но, поскольку эти лица определённо высказались против установки Гитлера (зафиксированной в «Протокол Хоссбаха» от 10 ноября 1937 года) на начало военной экспансии в ближайшее время, не дожидаясь окончания проведения мероприятий по подготовке армии к серьёзной войне, их отставка представляла собой очередной шаг к войне.
Их преемники оказались в состоянии скрытой войны по отношению к самому Гитлеру и его начальнику штаба ОКВ. При имевшем в то время разделению властей эта война могла бы закончиться либо в виде государственного переворота, совершаемого командованием ОКХ против Гитлера, либо уничтожением руководства сухопутными силами.
Дело закончилось неудавшимся заговором 20 июля 1944 года и физическим уничтожением заговорщиков, что было одобрено основной массой населения Рейха.
Командование сухопутными силами стремилось уберечь армию от разлагающего влияние авантюризма Гитлера с одной стороны, но не могло не признать заботы Гитлера и его партии о создании необходимых для строительства вооружённых сил условий. Результатом стал скрытый конфликт, не позволявший перед лицом гибельной для страны авантюристической политики Гитлера ограничиться лишь исполнением своего чисто солдатского долга.
Немецкий офицерский корпус весьма скептически относился к Гитлеру и партийной идеологии. Офицеров раздражали плебейские черты, проявлявшиеся во всех проявлениях деятельности функционеров НСДАП и самого фюрера, а также его некомпетентность в вопросах военного строительства. В свою очередь Гитлер обвинял генералов в том, что они не понимают его экономической политики, и переубедить его было крайне сложно. (Примером явной некомпетентности Гитлера в военных вопросах является его указание на переквалификацию реактивного истребителя Ме-262 Schwalbe в бомбардировщик в дни, когда союзная авиация начала уничтожение ковровыми бомбардировками промышленности и жилого фонда)

### Вермахт и госбезопасность
Ещё 2 января 1934 года Гитлер в письме к Рёму чётко разделил функции: вермахт отвечает за внешнюю безопасность государства, а штурмовые отряды (СА) — за внутреннюю. После разгрома верхушки СА, начиная с 20 июля 1934 года войска СС переняли на себя защиту государства от врагов внутренних.

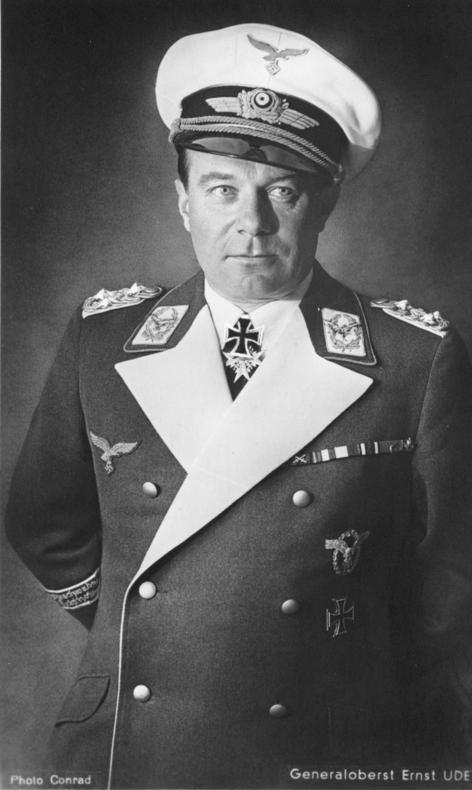
Эрнст Удет

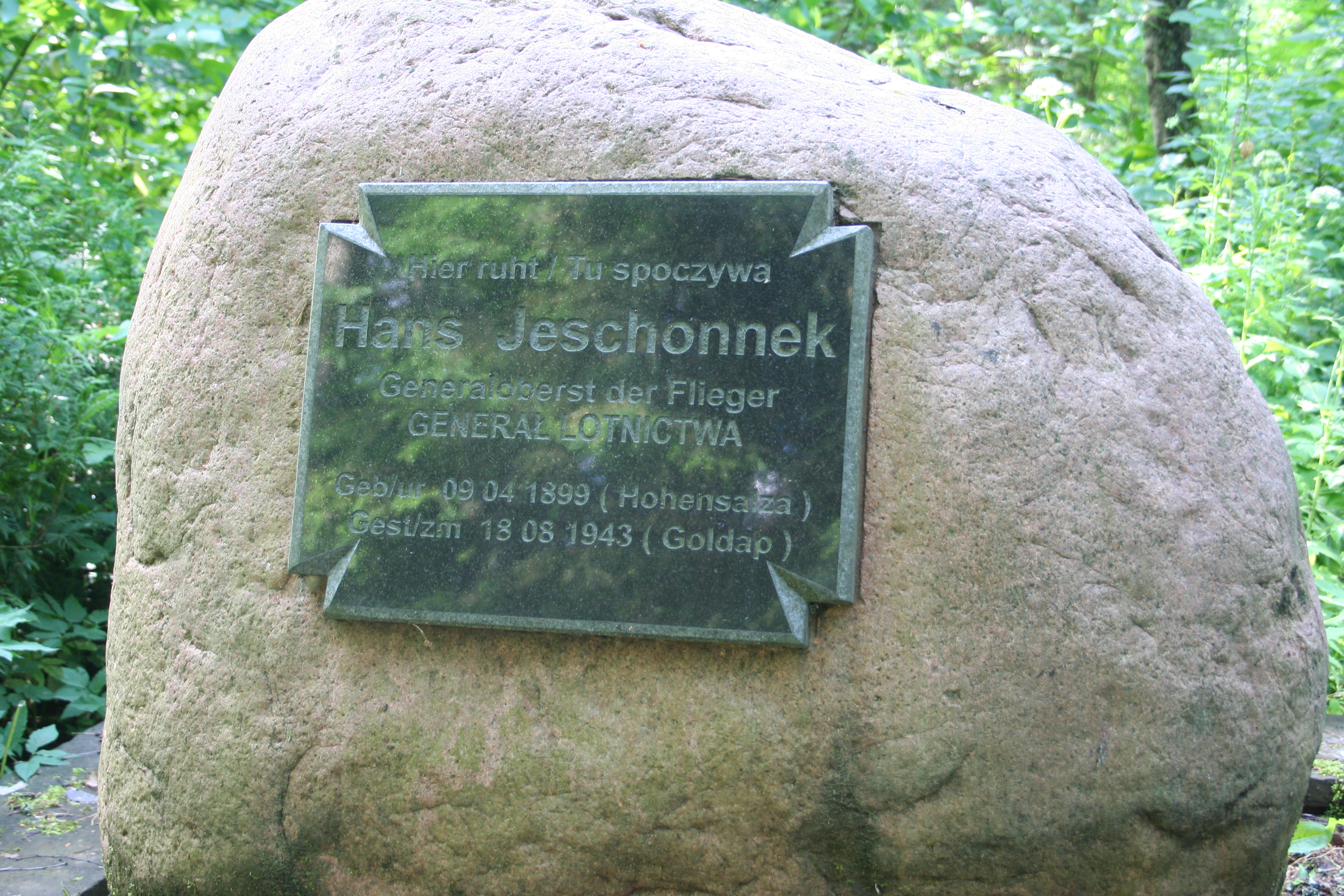
Могила Ганса Ешонека

С начала Второй мировой войны (1939 год) в вооружённых силах страны совместно с армией принимали участие также соединения войск СС, которые, в отличие от прочих структурных подразделений организации СС, финансировались не из партийной кассы, а из госбюджета. Сюда входили подразделения — штандарты «Мёртвая голова» и военные школы, готовящие кадры для СС, а также система концентрационных лагерей. Армейскому командованию (ОКВ) они подчинялись только оперативно и в пределах, определяемых рейхсфюрером СС Генрихом Гиммлером.
Между армейцами и военнослужащими войск СС установились натянутые отношения, поскольку последние принимали участие в политических акциях, а немецкая армия, как считалось, была традиционно вне политики (чего придерживался и Фрич), и её привлечение к политическим акциям встречало скрытый протест.
Спровоцированное службами государственной безопасности «дело Фрича — Бломберга» закончилось ликвидацией должности военного министра и существенным укреплением положения госбезопасности во властной вертикали, а верховным главнокомандующим стал Гитлер.
Однако его попытка поставить во главе армии Германа Геринга встретила сопротивление офицерского сообщества. Не удалось сфабриковать против Фрича и политический процесс по причине отвода притязаний Гитлера министром военной и государственной юстиции (Der Militärjustiz- und der Reichsjustiminister) Францем Гюртнером.
Принципиальные возражения вызывали и другие аспекты партийной внутренней политики.
Протест против складывающейся в армии ситуации некоторые офицеры выражали даже предпринимая самоубийство. Так покончил с собой национальный герой, инспектор истребительной и штурмовой авиации Эрнст Удет (нем. Ernst Udet), который известен как изобретатель принципиально нового тактического приёма в авиации — бомбардировки с пикирования. После неудач в битве за Англию, и особенно после первых дней кампании на Восточном фронте, он пришёл к выводу об ошибочности проводимой линии на вооружение и тактику авиации.
19 августа 1943 покончил с собой начальник штаба люфтваффе генерал-полковник Ганс Ешоннек (нем. Jeschonnek, Hans), не нашедший поддержки своего требования значительно усилить противовоздушную оборону.

### Вермахт на оккупированных территориях
После захвата территории и проведении мероприятий по прекращению вооружённого сопротивления, рычаги управления передавались вермахтом гражданской администрации.
В солдатской книжке каждого солдата Вермахта были внесены « Десять заповедей по ведению войны германскими солдатами». На первом месте стояла запись: «Германский солдат сражается за победу своего народа, как рыцарь. Жестокость и ненужные разрушения позорят его».
В соответствии с теорией войны Клаузевица
решающее значение для победы над врагом является моральное превосходство над ним и только во вторую очередь — превосходство материальное и численное.
Среди офицеров воюющей армии Германии существовало убеждение, что участие военнослужащих в карательных акциях против гражданского населения неизбежно ведёт к моральному разложению армии и утрате её боеспособности в связи с неизбежным падением дисциплины.
Так главнокомандующий сухопутными вооружёнными силами фельдмаршал фон Браухич, получивший незадолго до начала операции «Барбаросса» известное распоряжение Гитлера о неприменимости военно-уголовных законов и передаче инициативы на усмотрение командиров, приложил к нему обязательную инструкцию. В ней давалось разрешение не применять указание в случае, если оно ведёт к подрыву дисциплины.
В своих мемуарах после войны Гейнц Гудериан утверждал, что он вообще запретил рассылку этого документа в войсках и отослал его обратно в Берлин.
Армейцев любого звания возмущала неоправданная жестокость эсэсовцев, особенно в тех случаях, когда армию привлекали к проведению карательных операций (эта практика противоречила установкам, содержащимся в памятке из десяти пунктов, которой был снабжён каждый солдат вермахта и которая регламентировала его поведение в соответствии с международными соглашениями по ведению войны).
Как отмечал в своём официально ведущемся военном дневнике Рудольф-Кристоф фон Герсдорф, расстрелы гражданских лиц, евреев, комиссаров и военнопленных осуждались повсеместно в среде офицеров, как наносящие урон чести и достоинству германской армии. Именно знакомство с этими фактами оказало самое непосредственное влияние на эволюцию взглядов участников сопротивления, некоторые из которых не сразу пришли к мысли о необходимости путча. Кроме того, для его организации требовалось время, чтобы провести, соблюдая осторожность, весьма опасную работу.
В ответ на критику в отношении Ваффен СС и СД, ещё во время германо-советской компании в Польше, Генрих Гиммлер заявил: 

Во многих случаях значительно легче вести бой, чем участвовать в операции на местности, населённой враждебно настроенным населением, стоящим на значительно более низком уровне культурного развития. При этом принимать участие в экзекуциях, переселении людей, плачущих и вопящих женщин отталкивать, соотечественников из-за русской границы переправлять и потом устраивать… солдаты СС и полиции выглядят делающими работу, по своему значению столь же важную, как люди в зелёной форме.— 
18 ноября 1939 года Верховный главнокомандующий на Востоке (Oberbefelshaber Ost) генерал-полковник Йоханнес Бласковиц доложил Гитлеру об акциях массового уничтожения поляков и евреев в Польше, проводимых СС. Гитлер ответил, что вермахт — это не Армия спасения.
Фельдмаршал Вильгельм Кейтель, шеф объединённого командования (OKW), в своём секретном приказе от 16 сентября 1941 года предписал предпринимать самые жестокие меры против любого вида сопротивления оккупационным властям. Его аргументация выглядела так: «Следует иметь в виду, что на захваченной территории человеческая жизнь ценится намного дешевле. Поэтому в случае гибели лишь одного германского солдата следует расстреливать 50—100 коммунистов».
В среде офицеров и командного состава Вермахта существовали и убеждённые сторонники партийной политики. К их числу, например, относился генерал-фельдмаршал Вальтер фон Рейхенау, известный своим антиеврейским приказом от 10 октября 1941 года.
Действия айнзатцгрупп были поддержаны и Эрихом Манштейном, который рассматривал их как «суровое возмездие еврейству, идеологическому вдохновителю большевистского террора и его осуществляющего».
Особое неприятие в рядах фронтового офицерства вызвал так называемый «Комиссарский приказ» (нем. Kommissar Erlaß).
Этот приказ был направлен командованию сухопутных войск и ВВС ещё до начала кампании на Востоке — 6 июня 1941 года. Приказ предписывал расстреливать членов политсостава Красной Армии любого ранга на месте и евреев, а в случае их обнаружения на оккупированной территории — передавать командованию СД. До воинских частей приказ передавался в устной форме и сразу же вызвал протесты в их среде.
Так генерал Вильгельм фон Тома, командир XVII танковой дивизии, докладывал 21 сентября 1941 года о том, что в войсках этот приказ выполнять отказались.

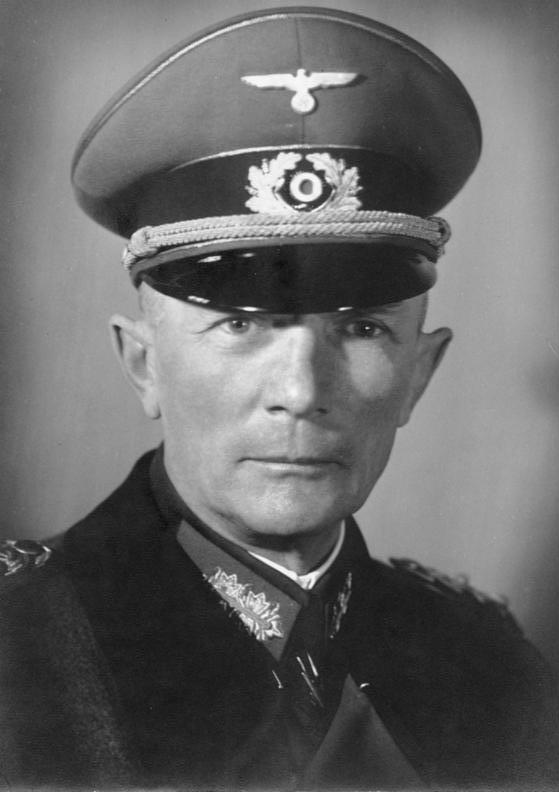
Фёдор фон Бок

С подачи первого штаб-офицера группы «Центр» подполковника Хеннинга фон Трескова командующий группой фельдмаршал Фёдор фон Бок послал в Берлин начальника конной службы Кристофа фон Герсдорфа (риттмайстера) с целью выразить протест против этого приказа.
В мае 1942 года приказ «в порядке эксперимента» был сочтён потерявшим силу и его действие более не возобновлялось.
2 декабря 1941 года направленный в инспекционную поездку на Украину генерал-лейтенант Ганс Лейкауф (Leykauf) в своём докладе в отдел вооружений ОКВ сообщал, что «массовые расстрелы на Украине приобрели гигантские размеры, которые по масштабам превосходят масштабы массовых убийств, осуществлявшихся здесь ранее большевиками» По его оценкам с июня по декабрь айнзатцгруппы СС уничтожили от 150 до 200 тысяч евреев. «К сожалению, — добавляет Лейкауф, — во многих случаях это происходило с добровольным участием военнослужащих вермахта».

### Вермахт и церковь
В 24 пункте программы НСДАП утверждалось, что «партия, как таковая, стоит на позициях позитивного христианства». Например, евангелическая церковь, имевшая большинство сторонников среди населения Германии, оказалась наиболее склонной к восприятию нацистской идеологии, нашедшей своё отражение в движении «Немецких христиан», принявших 26 мая 1932 своеобразный кодекс «Десять пунктов», представлявших собой смесь положений христианства и культа личности.
«Создатель вермахта» Фрич был убеждённым монархистом и верующим не только в плане личном, но и считал необходимым воспитание военнослужащих, особенно молодого пополнения, в духе католицизма, насколько это допускала специфика военного ремесла. В этом он был последовательным носителем давней традиции консервативного прусского офицерства, с трудом воспринимавшего атеистические идеи нового времени.
Гитлер, напротив, считал национал-социализм «заместителем религии». Ещё в 1933 году он провозгласил: «Мы и есть также церковь».
Была учреждена должность Государственного Епископа (нем. Reichsbischof), а в войсках появились армейские священники (нем. Wehrmachtspfarrer)
В определённой степени на поступки члена вермахта и, в особенности, немецкого офицера, оказывали его религиозные внутренние убеждения. Это создавало, например, участникам сопротивления трудности при необходимости принятия решения о физическом уничтожении Гитлера.

## Принципы управления войсками и подготовка к войне

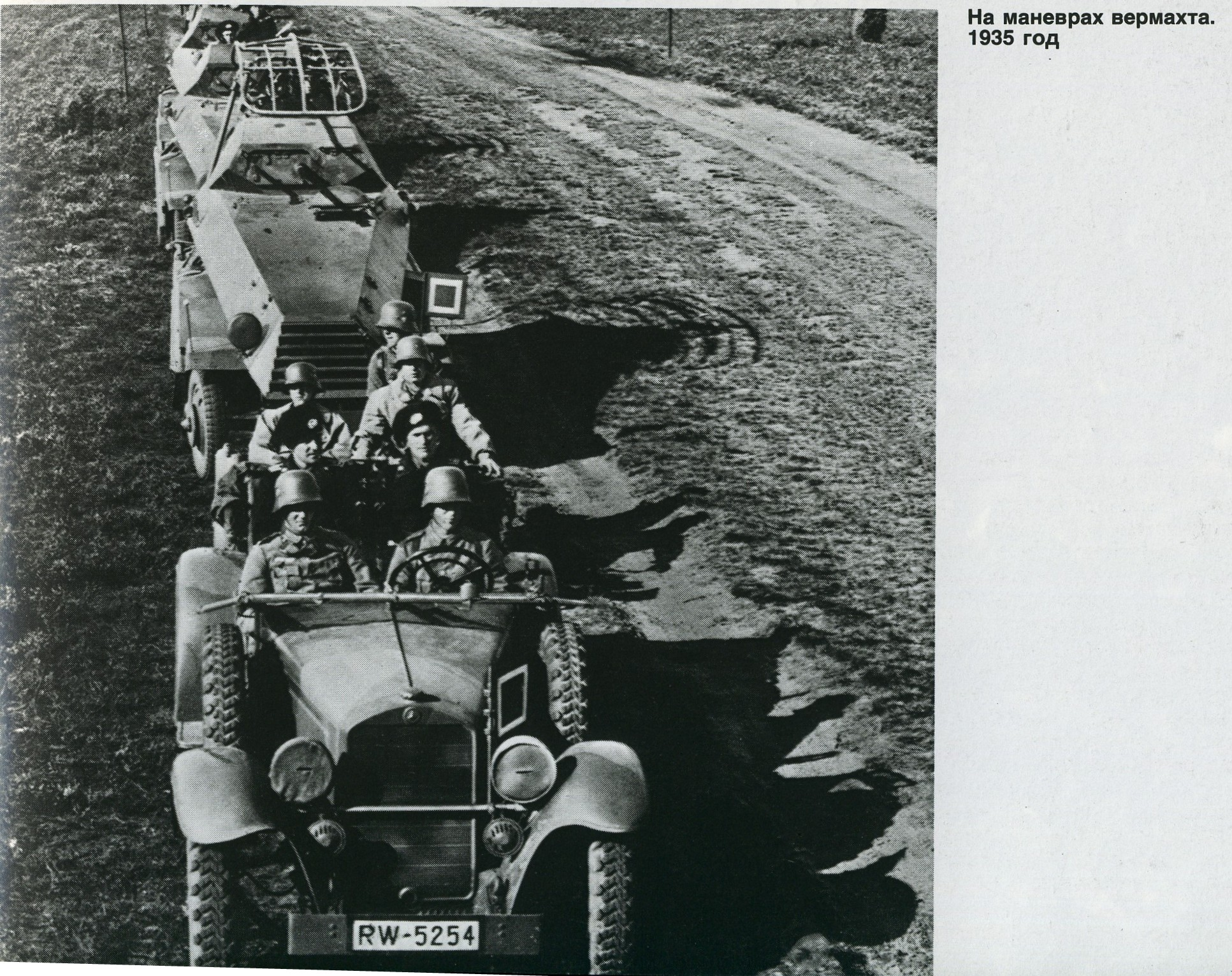
Манёвры вермахта, 1935 год

Эти принципы, противоречащие существующей тогда практике ведения боевых действий, начали входить в обиход в годы Освободительной войны. Они были разработаны Герхардом Шарнхорстом и затем развиты и облечены его учеником Карлом Клаузевицем, считающимся создателем современных представлений о войне, в чёткую афористическую форму .
В его работах была установлена сущность войны, как продолжения политики мирного времени. И, поскольку в современном обществе политика затрагивает все слои общества, война представляет собой общенациональное мероприятие. И вообще война по его мнению не относится к области искусств и наук, а только к области общественной жизни.
Поскольку главным средством достижения победы является бой, то на первый план выходят моральные факторы, определяющие поведение бойца в сражении, его веру в свои силы, способности своего командира и убежденность в правоте своего дела — «твёрдая воля гордого духа».
Согласно доктрине Клаузевица, сильнейшей формой ведения войны является оборона и не только благодаря значительному увеличению возможностей обеспечения армии и её пополнения, но, в первую очередь, благодаря моральному превосходству обороняющегося перед агрессором.
Облечь руководство военными действиями в строгую математическую форму невозможно, поскольку невозможно предусмотреть заранее не поддающиеся учёту факторы, разрушающие первоначальные планы. И в этой ситуации найти правильный выход из положения может лишь тот, кто имеет моральное превосходство над противником. В связи с этим при подготовке офицеров для германской армии большое внимание уделялось всемерному развитию у них способностей к самостоятельному принятию решений, инициативы и способности к импровизации.

Речь идёт, таким образом, о том, чтобы командир, отдающий приказ, заблаговременно и чётко определил цель, которую он хочет достичь, и предоставил бы подчинённому возможно большую свободу действий при реализации этого решения.

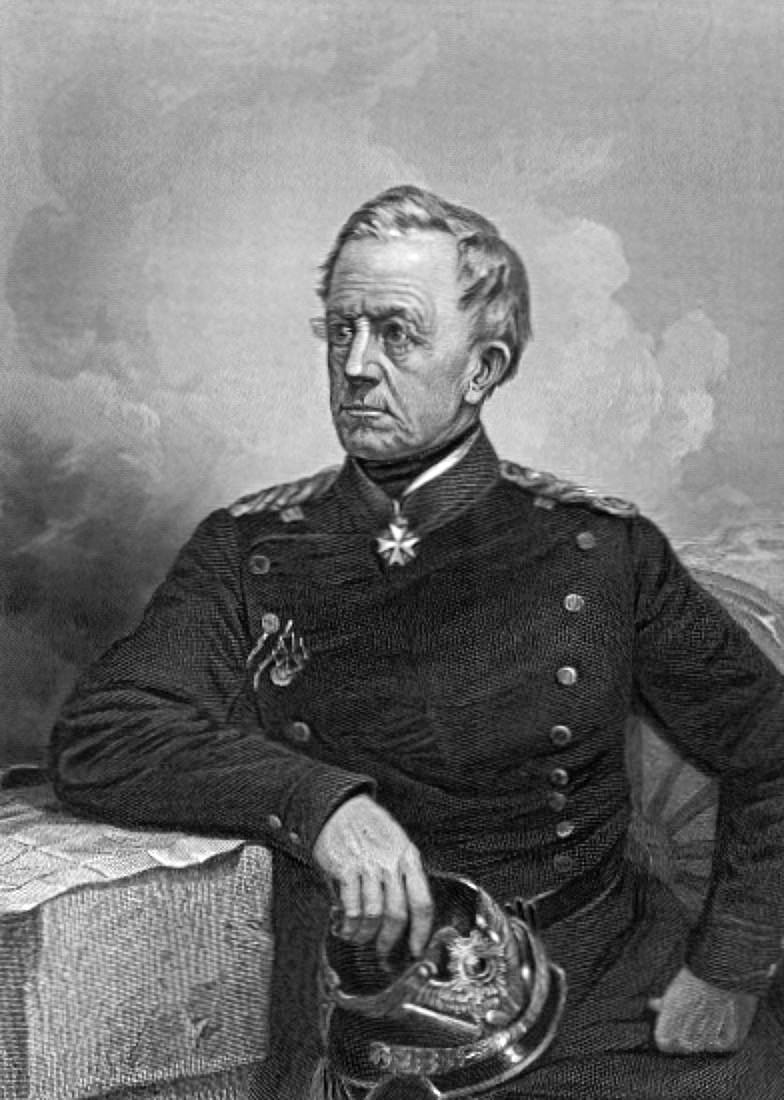
Мольтке (старший)

Эти принципы были с успехом применены Генерал — фельдмаршалом Гельмутом фон Мольтке, издававшим свои известные лаконизмом приказы во время войн с Австрией и Францией. Тогда же стало ясным, что для успеха боевых действий требуется значительно более основательная подготовка офицерского корпуса. В связи с этим в дальнейшем при подготовке нескольких поколений командиров обращалось внимание на :
1. Воспитание способности к единой оценке обстановки и принятия индивидуального боевого решения всеми командирами.

2. Устранения возможности появления схематизма в вопросах управления боем.

3. В максимальном развитии способностей командира любого ранга к проявлению самостоятельности мышления и действия.

В отличие от высших инстанций Верховного командования, в сухопутной армии последовательно проводился принцип единоначалия, не допускающий никаких побочных возможностей получения подчинённым приказов и указаний помимо своего командира.
В ходе боевых действий начального периода Второй мировой войны стало ясно, что офицерский корпус в своей массе усвоил эти принципы, определявшие их отношение к исполнению своих обязанностей и место в немецком обществе. Эти принципы обеспечили гармоничное взаимодействие родов войск и достижение ими ожидаемых успехов. Вместе с тем информация о состоянии и подготовке Красной Армии, проявившуюся в Зимней войне с Финляндией, но, тем не менее, намного превосходящей вермахт как по численности, так и материальному оснащению, давал надежду на успех в войне против Советского Союза.

При этом наиболее информированные и думающие военные трезво оценивали ситуацию и поначалу пытались не допустить начала новой войны на два фронта, используя силу убеждения. Так, в ответ на вопрос Гитлера о том, как относится армия к пакту Риббентропа-Молотова, Гейнц Гудериан ответил:

Мы, солдаты, облегчённо вздохнули, когда в конце августа до нас дошло известие о заключении пакта. Благодаря этому пакту мы почувствовали, что тыл наш свободен, и были счастливы, что удалось избавиться от опасности ведения войны на два фронта, что в прошлой мировой войне вывело нас из строя на продолжительное время. 
Как отмечал в своих воспоминаниях Генрих фон Эйнзидель, к началу войны безусловные успехи Гитлера в области внутренней и внешней политики несколько смягчили у офицеров к нему отношение.

## Вермахт в войнах
Во главе вермахта создаются соответствующие органы управления — верховные командования:
- Верховное командование вооружёнными силами Германии (нем. Oberkommando der Wehrmacht /OKW/) — ОКВ;К началу войны оно было представлено следующими лицами:
- Верховное командование сухопутных войск (нем. Oberkommando des Heeres /ОКН/) — ОКХ;
- Верховное командование ВМФ (нем. Oberkommando der Marine /ОКМ/) — ОКМ;
- Верховное командование ВВС (люфтваффе) (нем. Oberkommando der Luftwaffe /OKL/) — ОКЛ.

Во главе Верховного командования — главнокомандующий соответствующего вида вооружённых сил. Верховным главнокомандующим всех Вооружённых сил рейха (вермахта, кригсмарине, люфтваффе) являлся рейхсканцлер Адольф Гитлер.

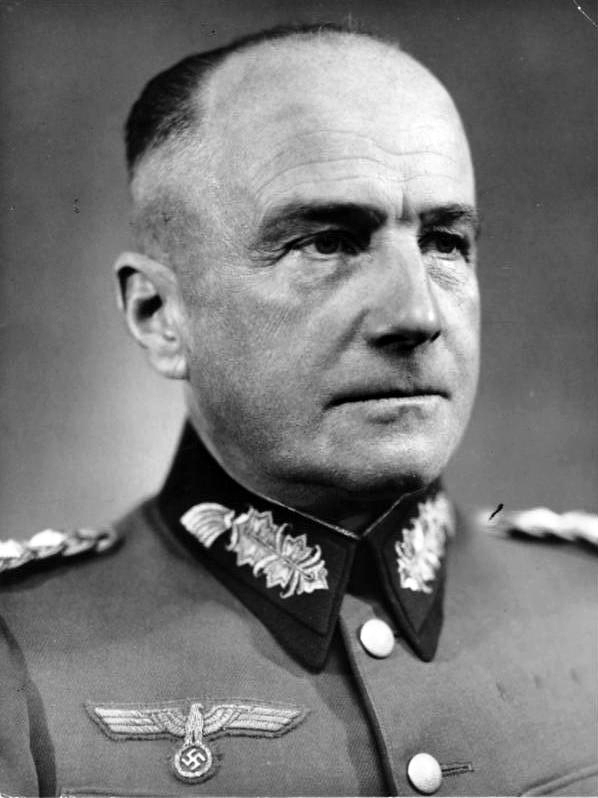
Генерал-фельдмаршал Вальтер фон Браухич

Создававшаяся многочисленными поколениями организационная форма высшего армейского руководства после отставки главнокомандующего сухопутными силами фельдмаршала фон Браухича, вызванной несогласием с Гитлером, была ликвидирована 7 декабря 1941 года. Главное командование было разорвано на части и сухопутные силы стали частично подчиняться Гитлеру, как фюреру и верховному главнокомандующему вермахтом, так и, тоже частично, начальнику штаба ОКВ в лице фельдмаршала Кейтеля.
Эти нововведения особенно отрицательно сказались в тех вопросах, где требовалось влияние личности главнокомандующего. Вместо проникнутых доверием к опыту и знаниям высших офицеров приказов — появились приказы, крайне узко ставящие задачу и не допускающие (под страхом санкций за невыполнение) никакой инициативы. Иногда такие приказы были просто невыполнимы.
В декабре 1941 и январе 1942 были сменены командующие всеми тремя действующими на Восточном фронте группами армий, а также ряд командующих армиями. Устранённых Гитлер заменял преданными и проверенными личностями. Но в итоге, это не спасло от последующих поражений.

### Разведка
Со временем, в наибольшей степени оппозиционные настроения против нацизма проявились в разведывательном ведомстве (нем. Auslandsnachrichten und Abwehr), возглавляемом адмиралом Канарисом. Например, его начальник штаба -полковник Ханс Остёр предупреждал правительство Голландии о готовящемся нападении. Однако, ввиду неоднократного изменения срока вторжения (29 раз), его последнее предупреждение было оставлено без внимания.
Разведке, в особенности стратегической, Гитлер уделял недостаточно внимания и иногда руководствовался интуитивными представлениями. В своё время Гудериан, составляя для Гитлера справку о танковом потенциале СССР, из цензурных соображений занизил данные о количестве советских танков с 17 000 (которые были ему известны) до 10 000, но Гитлер даже этому верить отказался. По воспоминаниям Гудериана, Гитлер впоследствии якобы сетовал ему:
Если бы я знал, что у русских действительно имеется такое количество танков, которое приводится в вашей книге,[какой?][уточнить]  я бы пожалуй, не начал эту войну 

### Идеология и стратегическое планирование
Основанная на ложных посылках авантюристическая идеология была распространена в Германии не только на общедоступные средства массовой информации, но на ту, которая распространялась по закрытым каналам и, тем самым, пагубно влияла на адекватную оценку обстановки при решении проблем государственной значимости. Варианты развития событий, не укладывающиеся в обусловленную идеологическими рамками схему, просто отбрасывались.
Так пренебрежительное отношение Гитлера к возможности вступления США в войну в немалой степени объясняло его оптимизм, основанный на убеждённости, что американский Сенат никогда не проголосует за участие в Европейской войне как по причине своих демократических убеждений и пацифизма, так и вследствие традиционной приверженности политике изоляционизма (Доктрина Монро). Это нашло своё выражение в его ответе от 14 апреля 1939 года на обращение Рузвельта.
Роковой ошибкой Гитлера было предположение о том, что население не будет поддерживать большевистский режим и Советское государство, этот «колосс на глиняных ногах», развалится при первом же ударе.
Хотя в первые месяцы войны, когда германские войска шли по недавно «освобождённым» территориям, наблюдались эпизоды, когда население приветствовало оккупантов. Но уже 14 марта 1943 в Берлине отмечают резкое изменение в настроениях населения на оккупированных территориях «Если в начале на нашей стороне было 94 % населения, то сейчас 60 % ждут Красную Армию, как освободителей.
В равной степени роковым для Гитлера и Германии стало представление о неполноценности славянской расы, когда он начал проводить свою политику по порабощению и планомерному уничтожению её представителей. Как заметил Гудериан:
Гитлер ухитрился объединить всех русских под сталинским знаменем.
На оккупированной территории стихийно, но в большинстве случаев под руководством из Москвы, создавались вооружённые отряды из местного населения и по разным причинам оказавшихся во вражеском тылу военнослужащих РККА. В советской пропаганде за ними укрепилось название „народные мстители“. К 1943 г. их диверсионная деятельность стала настолько эффективной, что немецкое командование было вынуждено снимать с фронта войсковые подразделения для проведения широкомасштабных войсковых операций против них. Так перед началом операции „Цитадель“ OKW сообщил об уничтожении в своём тылу 207 укреплённых партизанских лагерей.
Но основным результатом партизанской войны стало то, что узловые центры коммуникаций оказались забитыми тыловыми службами, опасавшимися оставаться вне крупных населённых пунктов. Это существенно снизило мобильность войсковых соединений, которая имело решающее значение в достижении военного успеха, из-за транспортных пробок на дорогах и невозможности в сезон распутицы организовывать передвижений вне дорог.

Если бы за годы советской власти в России была бы создана примерно такая же дорожная сеть, какой располагают Западные державы, то эта страна, возможно, была бы быстро завоёвана.

### Стратегия и тактика сухопутных сил вермахта (de.Heer)
Географическое положение Германии приводило к тому, что сухопутные войска вермахта должны были стать самой многочисленной и самой важной составной частью вермахта и занять по отношению к военно-воздушным силам и Кригсмарине положение primus inter pares.
Но этому категорически противился Геринг, занимавший не только должность главнокомандующего ВВС, но и уполномоченного по осуществлению четырёхлетнего плана. Гитлер также проводил политику по недопущению сосредоточения в чьих либо руках излишней, по его мнению, власти.
В результате не было ясно определено, в какой степени главнокомандующие видами вооружённых сил были самостоятельны в осуществлении указаний главнокомандующего вермахтом.
Вермахт унаследовал от командования прусской армии и свойственные ему педантичность в реализации намеченных планов и формализм. Примером является кризис, созданный неожиданным рывком танков Гепнера, вышедших на оперативный простор в нижнем течении Луги в сентябре 1941 года. Ни войск, ни оборонительных сооружений на этом вновь созданном участке фронта у защитников Ленинграда не было. Однако Лееб пунктуально выполнял требование „основной удар — справа“. И упустил время, которое было оперативно использовано для создания оборонительного рубежа.
При Втором наступлении (лето 1942 года) ОКВ запланировало создание котла в районе Воронежа. Операция была проведена и клещи сомкнулись, но в предполагаемом котле советских войск не оказалось, поскольку они были заблаговременно отведены.

#### В наступлении
Во многих случаях чёткая координация действий пехоты, танков и авиации обеспечивало немецким войскам успех.
Так, в особом коммюнике, изданным 19 октября 1941 года после ликвидации двойного котла под Вязьмой и Брянском, в котором потери советской стороны с 2 октября составляли по подсчётам немецкой стороны 673 000 попавших в плен, 1343 танка и 5412 орудий, ОКВ сообщало „…Под командованием генерал-фельдмаршала Фон Бока в тесном взаимодействии с воздушным флотом генерал-фельдмаршала Кессельринга была уничтожена группировка советских войск под командованием маршала Тимошенко“.
С самого начала боевых действий немецкие военачальники применили тактику быстрого удара собранными в единый кулак соединениями, в которых участвовали танки, моторизованная пехота, артиллерия, инженерно-технические подразделения и подразделения связи, действующие в тесном взаимодействии с фронтовой авиацией. Боевой единицей, решающей задачу победы над противником, попавшим в „котёл“ (нем. Кессельшлахт») стала особая боевая единица — танковая дивизия, окончательное решение о создании и структуре которой было принято 12 октября 1934 года. При умелом и решительном руководстве такая дивизия была способна действовать независимо и автономно и решать не только тактические, но и стратегические задачи. В боевых действиях в Польше и Франции производилась доработка структуры таких соединений. Эта тактика, в разработку которой внесли большой вклад Манштейн и Гудериан, представляла собой революционный шаг в военном искусстве. Её использование позволяло быстро и неожиданно для противника в двух направлениях вклиниться в его оборону, затем сомкнуть клещи и в образовавшемся котле дать возможность наступающим следом частям довершить уничтожение противника. Такой приём был крайне рискованным, поскольку при быстрой реакции противника незащищенность флангов наступающих могла бы привести к их сокрушительному разгрому, что и произошло в своё время под Варшавой с войсками Красной армии под командованием Тухачевского (Чудо на Висле) и вошло в 18 самых значительных в военной истории Европы разгромов наступающего противника.
Поэтому авторы идеи «бронированного кулака» в её осуществлении неуклонно придерживались принципа «Безопасность танковых соединений определяется скоростью их передвижения».
Успешность ведения боевых действий немецкой армии была основана на хорошо отработанном взаимодействии между родами войск при решении тактических задач, для решения которых было достаточно компетенции их руководителей.
Тактика молниеносной войны («блицкрига»), требовала четкой дисциплины и исполнительности от всех командиров и солдат, точной работы штабов и согласованных действий всех принимающих участие в наступлении родов войск. А для этого требовалось иметь идеально работающую систему оперативной связи. Поэтому в немецкой армии была широко распространена достаточно надежная радиосвязь. Тем не менее немцы пользовались и посыльными, которые доставляли документы на мотоциклах и, даже, на велосипедах.

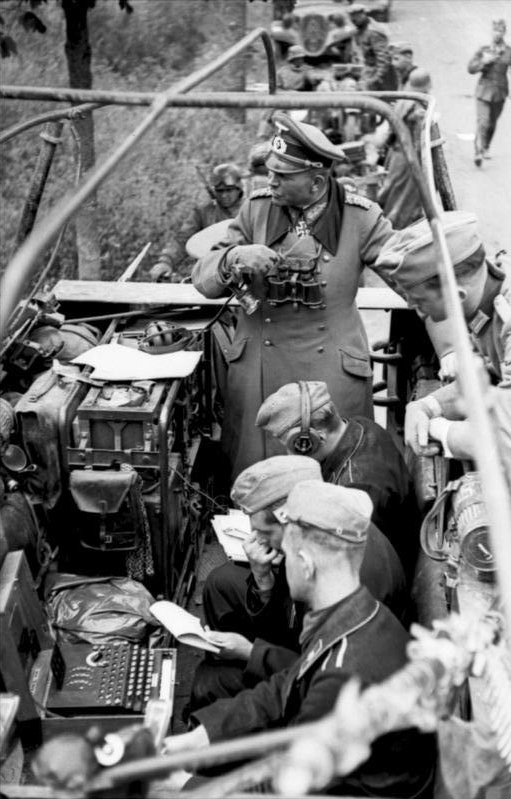
Гудериан в штабном авто. Перед ним — шифровальщики с шифровальной машиной «Энигма», метод кодирования которой уже не представлял секрета.

В тактическом отношении немецкие войска всегда превосходили своих противников, и в том случае, если подразделения сохраняли в основном свой личный состав, технику, вооружение и не имели недостатка в боезапасе, они успешно вели боевые действия даже при соотношении сил 1:5. По мере приближения конца войны, на Восточном фронте их качественное превосходство снижалось, но всё равно в тактическом отношении русские всегда уступали.
Сильной стороной немецкого армейского командования была традиция, согласно которой генералитет и старшие офицеры стремились находиться в войсках, непосредственно принимающих участие в боевых операциях. Это позволяло им лично составлять представление о происходящем, принимать адекватные обстановке решения и следить за исполнением своих распоряжений. Кроме того это, благоприятно сказывалось на моральном состоянии войск, которые постоянно чувствовали, что командующие всегда с ними и в курсе их положения. Существующие технические средства связи, главным образом радио, устанавливаемые непосредственно в штабном автомобиле, позволяли начальникам постоянно контролировать ситуацию. Кроме того, в их распоряжении предоставлялся легкомоторный самолёт («Шторьх»).
Первые признаки морального и материального истощения в вермахте начали проявляться ещё при наступлении осенью 1941 г., когда непрерывные тяжёлые бои, грязь, а затем внезапно наступившие сильные холода довели войска до предела их возможностей. Появились панические настроения и танкобоязнь. В связи с этим Гудериан, вопреки запрету Гитлера, прекратил наступление на Москву и отвёл свои войска для отдыха, за что и был отстранён от командования.

#### В обороне

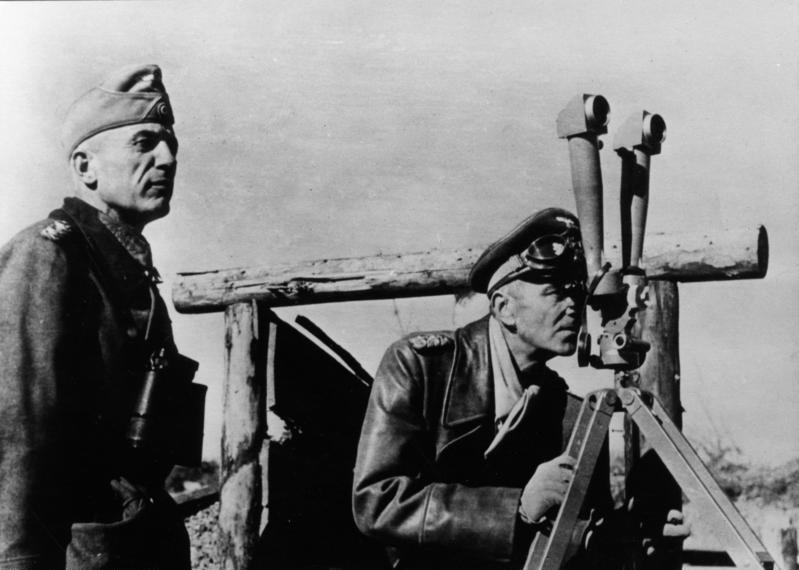
Зейдлиц-Курцбах и фельдмаршал Паулюс. Сталинград

Немецкие войска проявляли неоднократно чрезвычайную стойкость в обороне, (котлы в Демянске, Сталинграде), сражаясь до полного истощения как физического, так и материального. Пользуясь погодными условиями и слабостью советской авиации им удалось обеспечить снабжение по воздуху окружённой Демянской группировки вплоть до её разблокирования. Снятие блокады произведено было извне под командованием генерал-лейтенанта Вальтера фон Зейдлиц-Курцбаха и одновременным ударом изнутри котла силами окружённой там дивизии Ваффен СС «Мёртвая голова».
Перенос полученного опыта на борьбу в Сталинграде привёл к катастрофе, связанной с упорным нежеланием Гитлера разрешить уход из города находящейся в нём 6-й армии Паулюса.
Окружённые в «Курляндском котле» части получили приказ от командования о прекращении военных действий 10 мая 1945, но продолжали сопротивление до 15 мая, став одними из последних, кто вёл войну на Европейском континенте. Вооружённые формирования вервольфа и различных националистов продолжали вести партизанскую войну как «лесные братья» до начала 1950-х годов.
Сильной стороной соединений вермахта было их умение не поддаваться панике при известии об окружении, но вести бой обратным фронтом. Примером тому является сражение у Старой Руссы 15 — 23 августа 1941 года, когда 10-й армейский корпус сдерживал нажим 34-й советской армии, зашедшей с тыла до тех пор, пока не подоспел Манштейн со своей 56-й танковой армией, ударив в тыл войскам Ворошилова.(страница 211)

#### В отступлении
Когда Мольтке услышал направленные в его адрес слова похвалы, сравнивавшие его с Наполеоном I, Фридрихом Великим или Анри Тюренном, он ответил: «Ничего подобного, ибо я никогда не руководил отступлением». В плане практического использования умения отступать действовала хорошо отработанная немцами тактика «эластичной обороны», позволяющая путём сокращения в отступлении периметра фронта компенсировать всё возрастающие потери в личном составе и технике.
Эта тактика встречала ожесточённое сопротивление Гитлера, что вело к резкому ухудшению положения войск на фронте и приближало поражение. Гитлер не останавливался перед тем, чтобы отстранять от должности даже наиболее успешных военачальников за то, что они, реально представляя ситуацию, отказывались выполнять его приказы. Так с фронта был отозван Гудериан, остановивший по своей воле наступление на Москву осенью 1941, поскольку наступательные возможности наступающих были полностью исчерпаны. То же самое произошло с фельдмаршалом Клюге и самым крупным стратегом Манштейном, который был ещё и мастером проведения операций по отступлению. Он сумел после катастрофы под Сталинградом вывести из почти неизбежного окружения более миллиона солдат; неудача могла бы привести к окончанию войны в том же году.
Значительно сложнее было наладить это взаимодействие при переходе к проблемам, имеющим стратегическое значение. С началом войны в Германии стал распространяться управленческий хаос, вызванный бюрократизацией государственного аппарата, усиливавшейся по мере захвата новых территорий и необходимости организации управления ими в условиях постоянно усложняющейся военной обстановки. В конечном итоге Германия вступила в военное противоборство с тремя мощнейшими экономическими державами мира (Великобритания, США, СССР), обладавшими не только огромными территориями, учитывая как метрополии, так и колониальные владения, протектораты и доминионы, но и значительным экономическим потенциалом, людскими и сырьевыми ресурсами, которые имелись на этих территориях. Главная ставка на возможную победу над противником делалась Германией именно на победоносный блицкриг, затяжная война на истощение становилась большой проблемой для немецкой экономики, несмотря на то что темпы экономических мощностей и производство всех видов вооружения к концу войны постоянно только возрастали (их пик пришёлся на 1944 год), и несмотря на самые передовые научные достижения и самые совершенные типы вооружения, начиная со стрелкового оружия, танков, военно-морских технологий (особенно в подводном флоте), авиации (в том числе и реактивной) и заканчивая революционным военным ракетостроением, которое вот-вот могло объединить свои достижения с разработками в немецком атомном проекте.
Непоправимый ущерб стратегическому планированию вермахта, а также реализации тактических планов, нанесло раскрытие союзниками по антигитлеровской коалиции секретных кодов, в результате чего им заранее известны были намерения противника.

#### Дезертирство
На протяжении всей войны вплоть до весны 1945 года подавляющее большинство военнослужащих вермахта исправно выполняло свои обязанности. В численном отношении сопротивление в офицерской среде было явлением исключительным.
За время войны в вермахте отслужило около 17,3 миллиона человек. Общее число дезертиров приблизительно оценивается в 100 000 человек, что соответствует численности семи дивизий. Причинами дезертирства 15 % из них были моральными. К этому числу относятся верующие (преимущественно католики), а также сторонники социалистических течений, начиная от центристских, до коммунистических. Большинство (около 50 %) дезертировало в связи с «усталостью от войны», выражавшейся в признании очевидности её бессмысленности или личными мотивами. До 20 % оставшихся дезертировало с целью избежать наказания за совершённые преступления.
Как писал Гитлер в своей книге: « на фронте человек может быть убит, если же он дезертировал, он должен быть убит». За всё время войны полевыми судами рассмотрено 35 000 дел о дезертирстве, в 22 750 случаев был вынесен приговор о расстреле, который был приведён в исполнение в 15 000 случаев.
В Первую мировую войну, в которой участвовало 13,5 миллиона солдат, было обвинено в дезертирстве 130 000 человек. Из них на смертную казнь было осуждено 49 человек, из которых расстреляно 18.

### Стратегия и тактика Военно-морских сил вермахта

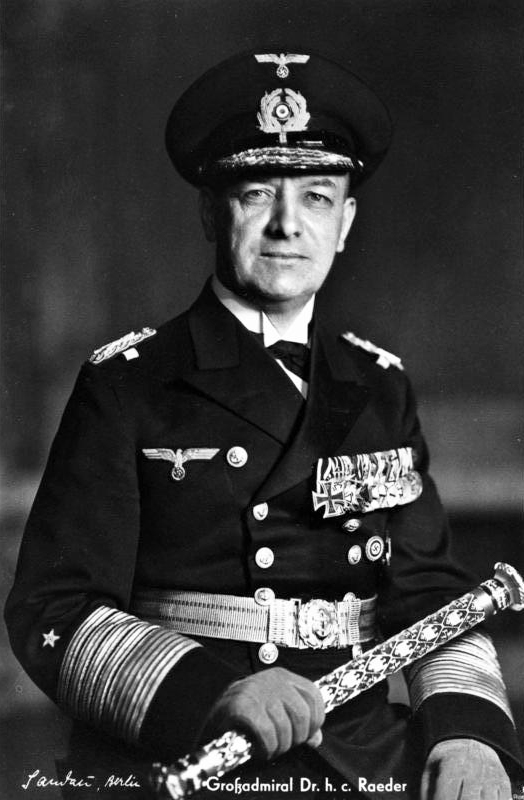
Адмирал Эрих Рёдер

Опыт участия германского флота открытого моря в борьбе с Большим флотом Англии убедительно опроверг идею Альфреда Тирпица о достижении паритета военно-морских сил, тем более решающей победы над Англией. Однако безусловные успехи в подводной войне давали надежду на её использовании совместно с крейсерскими операциями надводного флота для организации успешной морской блокады своего главного соперника и вынудить Англию заключить мир на выгодных для Германии условиях. Эта идея и была положена в основу морской стратегии вермахта, которую должен был осуществлять гросс-адмирал Эрих Рёдер.
Заключённый между Германий и Англией 18 июня 1935 г. в Берлине договор по флоту сохранял за Англией значительное преимущество, но позволял Германии в ближайшие годы создать военно-морские силы, которые могли бы стать для Гитлера действенным инструментом шантажа.
Уже 17 ноября 1939 года немцы начали подводную войну постановкой минных полей у берегов Англии, а также на её традиционных морских путях снабжения. Участвовавший в операциях в Южной Атлантике карманный линкор «Адмирал граф Шпее» оттянул на себя значительные силы английского флота и успел потопить 9 судов с общим водоизмещением 50 000 BRT, после чего получил тяжелые повреждения в бою с тремя английскими крейсерами и был затоплен своей командой в устье Ла-Платы.
Потеря флагмана германского флота -линкора «Бисмарк», остановленного атакой морской авиации, базировавшейся на авианосце и добитого затем превосходящими силами линейных кораблей Англии (к примеру: калибр 406 мм на «Rodney» против 380 мм на «Bismarck») не только положил конец надеждам на успех использования надводных сил Кригсмарине для достижения стратегического эффекта. Наступили последние времена тактики морского боя вообще, когда победа достигалась путём артиллерийской дуэли и исход боя решался в первые её минуты. На смену линкорам пришли авианесущие корабли.
В начале 1939 года Английский торговый флот имел общее водоизмещение около 18 миллионов BRT. И немцам не удалось полностью заблокировать Англию, но вплоть до июля 1942 потери судов союзников превышали объём вновь построенного флота. Ситуация коренным образом изменилась, когда верфи США овладели технологией скоростной постройки судов упрощённого типа («Либерти»), что стало возможным после замены технологии соединения листов обшивки заклёпками на электросварку.

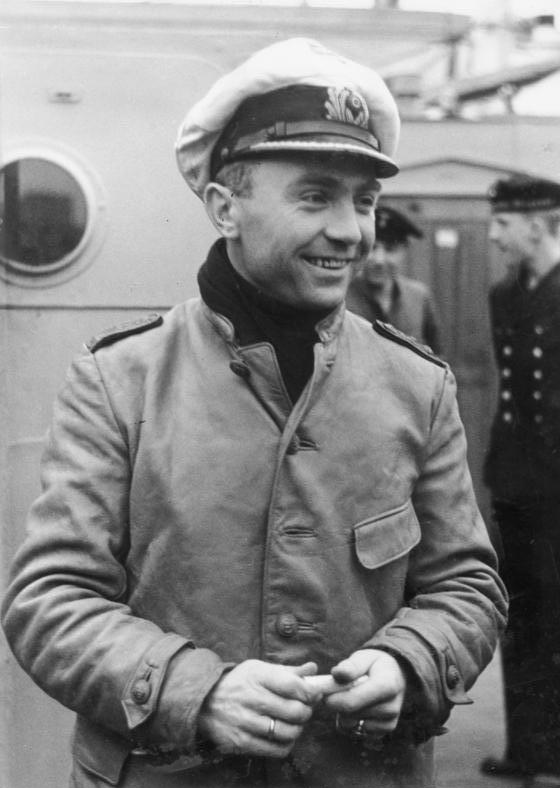
Гюнтер Прин, фрегаттенкапитан

Потери немецких подводных лодок начали свой счёт 14 сентября, когда глубинными бомбами была потоплена немецкая U-39. Но уже 14 октября Гюнтер Прин на своей U-47, проникнув на военно-морскую базу в Скапа-Флоу на Оркнейских островах, потопил устаревший линкор «Royal Oyk».
С середины июля 1940 года началась подготовка к высадке десанта на Британские острова. Эта операция под кодом «Морской лев» была крайне непопулярна в командовании Кригсмарине ввиду очевидного неравенства в военно-морских силах. В то время у Германии в строю было всего 2 линкора против 15 английских. При этом Рёдер ставил обязательным условием для участия флота в высадке подавление английской авиации. Пришлось Гитлеру отменить и операцию против Гибралтара, поскольку Франсиско Франко, первоначально склонный к поддержке держав Оси, узнав о том, что Бенито Муссолини, не поставив в известность своих союзников, самостоятельно начал боевые действия в Албании, категорически отказался от союза со столь непредсказуемыми участниками альянса.
Наибольшего успеха добились немецкие подводные силы путём использования применявшейся ещё в годы Первой мировой войны тактики «волчьей стаи» (de. Rudeltaktik), в начале из-за нехватки лодок и использовании союзниками морских конвоев приносившей мало пользы. Однако, заменивший Рёдера Карл Дёниц разработал и усовершенствовал эту тактику, установив постоянную связь с экипажами и обеспечил их с суши необходимым наведением на цель. В результате Англия оказалась на грани поражения.
Значительно возросли потери немецкого подводного флота с мая 1943 после того, как союзники начали использовать для поиска идущих под дизелями подводных лодок радиолокационные установки (радар), а также из-за раскрытия секретного немецкого кода. Это заставило немецких подводников, использовавших тактику «волчьей стаи», уходить под воду, что не только лишало их связи с базой и с друг другом, но и значительно снижало их скорость. Немецким конструкторам удалось достичь существенного увеличения скорости лодок, но для массовой реализации этих достижений у Германии не оставалось ни времени, ни производственных возможностей.

### Стратегия и тактика военно-воздушных сил вермахта

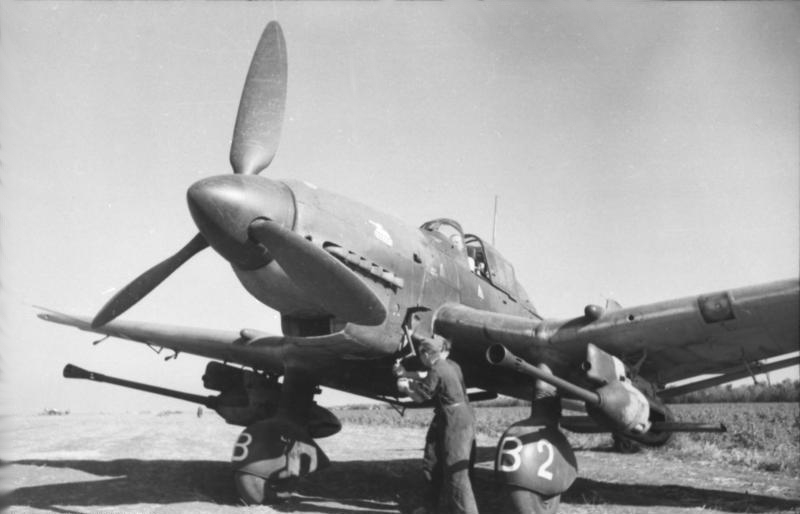
Пикирующий бомбардировщик Ю-87 с подкрыльевыми пушечными (37-мм) гондолами

Специфика руководства ВВС Германии состояла в том, что во главе их стоял Герман Геринг, бывший лётчик, а в годы нацизма — второе лицо во властной вертикали. В связи с этим наиболее важные решения по их использованию принимались, главным образом, исходя из политических соображений, и нередко противоречили требованиям военной необходимости.
Именно ВВС, пополняемые молодежью, прошедшей предварительную обработку в системе «гитлерюгенда» стали наиболее поражённым нацистской идеологией родом войск в составе вермахта.
Геринг был одержим идеей иметь свою армию, что нашло своё выражение во второй фазе войны в создании подчинённых ему «полевых авиационных дивизий», не способных оказать существенного влияния на ход военных действий.
Существенным просчётом в строительстве ВВС было почти полное отсутствие дальних бомбардировщиков. Это обстоятельство сделало недоступными для Люфтваффе промышленные центры Урала, Сибири и Дальнего Востока, что имело решающее значение при переходе блицкрига в затяжную войну на истощение и лишило германские ВВС функции самостоятельного рода войск, способного выполнять задачи стратегического значения.
.

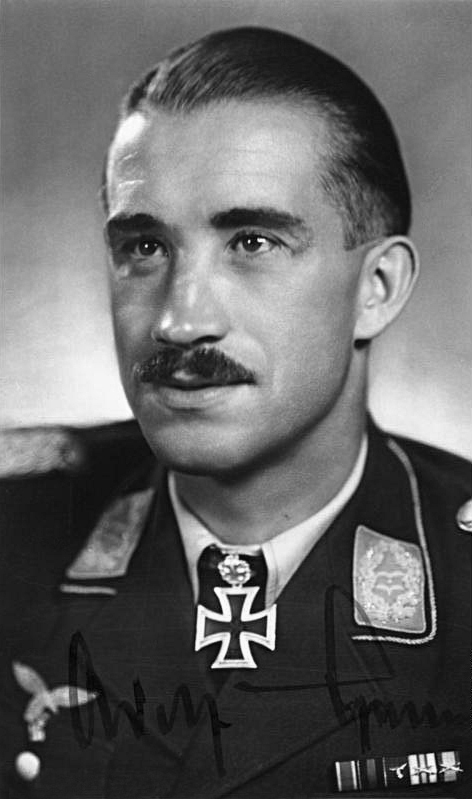
Немецкий ас Адольф Галланд

Однако при поддержке наземных войск их роль была исключительно высока. Так при наступлении танкового подразделения офицер-корректировщик находился в командирской машине, хорошо заметной потому, что на ней был укреплён боевой штандарт, служивший ориентиром для пилотов.
Стратегические задачи, решаемые советской авиацией, немцы считали примитивными, качество техники — невысоким, а лётное мастерство — недостаточным. Однако ограниченные задачи помощи наземным войскам советская авиация выполняла. А уникальный по своей конструкции бронированный штурмовик ИЛ-2 (нем. «Eisener Gustav» — броня до 13 мм), по числу выпущенных машин превзошедший все другие модели в мировом военном авиастроении (36 163 штуки), немецкой пехотой назывался за свою эффективность «чёрная смерть».
Наиболее серьёзные потери немецкая авиация несла не от зенитной артиллерии или в воздушных боях, но от ошибок, систематически возникавших в организации технического и боевого обеспечения столь чувствительного к ним высоко-техничного рода войск.
В отличие от практики ВВС РККА, где считалось необходимым ценой риска своей жизни спасти повреждённый самолёт, в Люфтваффе жизнь пилота ценилась намного выше стоимости самолёта. Так немецкий пилот Иоханнес Визе за день потерял 5 самолётов, но зато сбил 12 советских. Вообще, напряжённость действия пилота Люфтваффе была намного выше, чем в ВВС стран антигитлеровской коалиции, по 3-4 вылета в день было нормой для немецких пилотов. Так ас Эрих Хартманн за время своей военной карьеры совершил 1400 боевых вылетов, провёл 800 воздушных боёв и сбил 352 самолёта противника.
Когда в конце 1944 года на вооружение поступил наиболее лёгкий (на европейском ТВД) в своём классе истребитель Як-3, командование Люфтваффе было вынуждено не рекомендовать своим пилотам вступать в бой с этими машинами на высотах, ниже 5 км.

## Противники вермахта (кроме СССР)

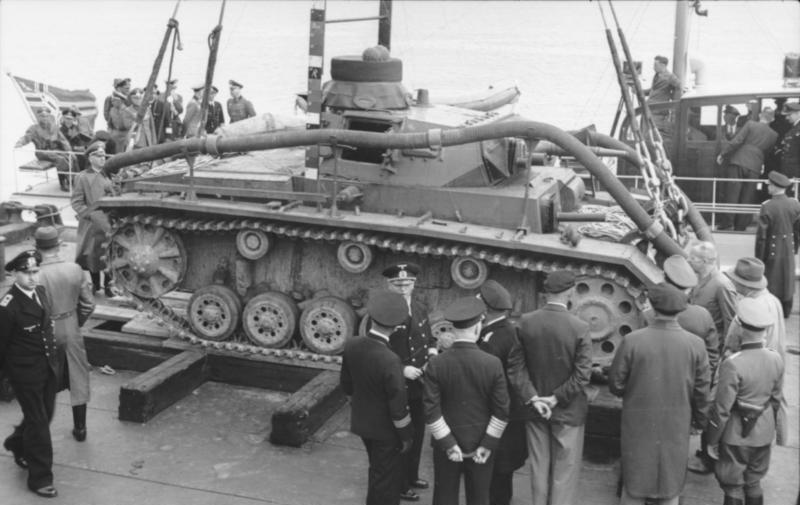
Подготовка операции «Морской лев». Погрузка основного немецкого танка Pz III в его версии Tauchpanzer III, для возможности подводного хода.

Начав войну, Гитлер нарушил заповедь Бисмарка, считавшего гибельным для Германии войны на два и более фронтов. В таком случае центральное положение Германии на Европейском континенте делало её военное положение в случае затяжной войны безнадёжным, как это уже показал опыт Первой мировой войны. Единственным возможным вариантом была короткая молниеносная и победоносная война — «блицкриг», которую можно было бы закончить на выгодных условиях. В принципе, это хорошо понимал и Гитлер, однако, находясь в плену своих притязаний на мировую гегемонию, Германия в начальный период войны 1939—1941 гг. хоть и смогла совершенно кардинальным образом изменить стратегическую ситуацию и баланс сил в Европе в свою пользу, в конечном итоге в условиях затяжной войны оказалась в плену крайне неблагоприятно сложившихся против неё обстоятельств.
К началу войны Франция располагала 94 дивизиями с общей численностью около 5 млн человек. В отношении численности, вооружения и материального обеспечения вооружённые силы Франции были в первом приближении эквивалентны немецким. Франция располагала 1735 боевыми самолётами, среди которых было 590 истребителей и 643 бомбардировщика. Флот Франции составлял 7 линкоров, 1 авианосец, 7 тяжёлых и 11 лёгких крейсеров, 61 эскадренный миноносец, 79 подводных лодок и 12 торпедных катеров.
В мае 1940 года на континент начали прибывать части английского экспедиционного корпуса, которые составили 13 дивизий численностью около 400 000 человек. Однако их формирование было не закончено. В целом в Англии в 1939 году находилось под ружьём 1,27 миллиона человек.
Королевские военно-воздушные силы имели 1460 боевых самолётов, в том числе 536 бомбардировщиков и 608 истребителей. Королевский флот имел 7 авианосцев, 15 линкоров, 15 тяжёлых, 49 лёгких крейсеров, 192 эскадренных миноносца, 62 подводных лодки.

## Движение сопротивления в вермахте иабвере
Перед самой войной начальник отдела военной экономики и вооружения полковник Георг Томас подал Гитлеру докладную записку, в которой давал реалистичную сравнительную оценку экономического и военного потенциала Германии, стран Западной Европы и США, доказывая, что Германия к войне не готова. 27 августа 1939 года Гитлер ответил на полученное предупреждение, заметив, что он категорически не разделяет опасений в отношении риска, связанного с началом войны
После этого будущие организаторы покушения на Гитлера, в том числе офицер войсковой контрразведки Ганс Остер и его шеф адмирал Вильгельм Канарис потеряли всякую надежду на возможность предотвратить военную катастрофу и утвердились в мнении, что единственным выходом является путч.

Приходит время, когда каждый должен что-то совершить. Но тот, кто отважится на это, должен ясно представлять, что он войдёт в немецкую историю, как предатель. Если же он откажется, то станет предателем в собственной совести.
Перед участниками сопротивления стояла дилемма, каждый из выходов из которой приводил к трагедии. Ясно, что заручиться поддержкой населения при путче можно лишь после того, как большинство осознает критичность положения, то есть когда будет уже слишком поздно. Ясно было и то, что в условиях, когда сторонники сопротивления имелись во многих слоях общества, к успеху можно было прийти только при участии армии. Начинать надо было немедленно, без уверенности в успехе. В этой ситуации убеждение в необходимости доведения дела до конца имела в своём основании исключительно обострённое чувство долга идеалистов, сознательно идущих на самопожертвование. И при том добросовестно и безупречно выполняющих свой солдатский долг в войне против общего противника государства.
Движение сопротивления офицерского корпуса не ставило целью прекращение войны, а лишь прекращение войны с западными державами, цивилизационно, культурно и исторически близкими Германии, с целью концентрации всех сил на Восточном фронте против СССР, — именно такую позицию занимал лидер заговорщиков Людвиг Бек. Гитлер рассматривался как помеха для сепаратного мира с англо-американскими силами (каналом связи заговорщиков с Западом выступал дипломат Гизевиус), а потому и была осуществлена попытка его устранения. Независимо от армейских и флотских чинов, аналогичные попытки заключения сепаратного мира предпринимались по линии СС (Генрих Гиммлер) и также окончились неудачей.

### Персоналии

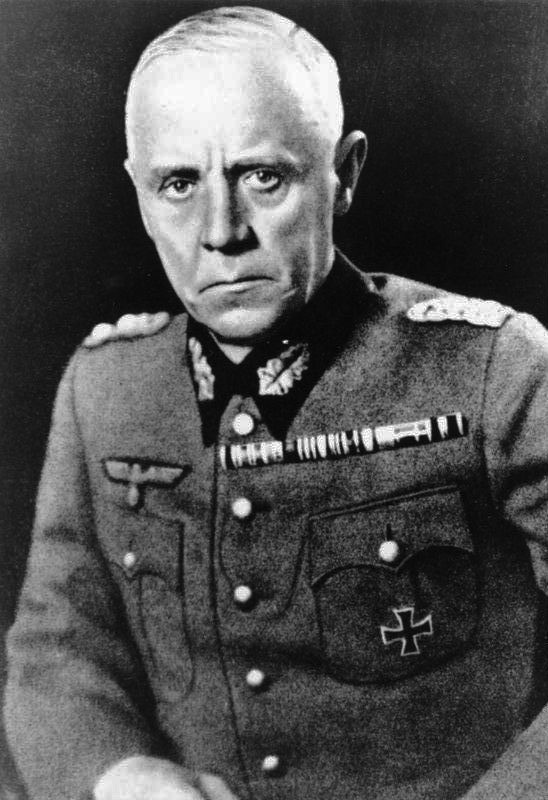
Бек, Людвиг

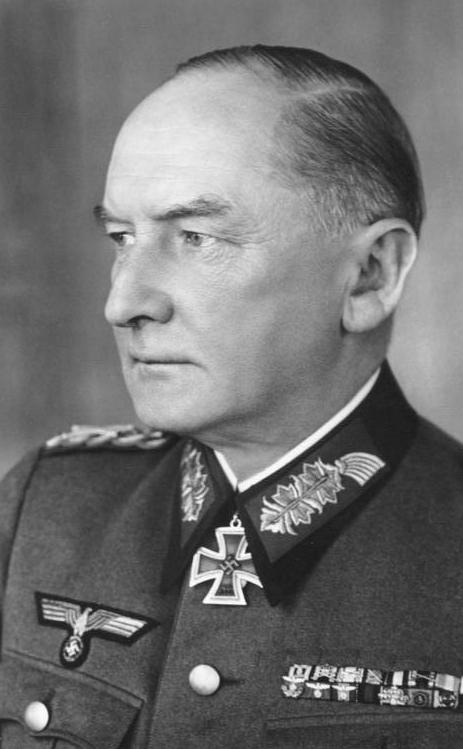
Вицлебен, Эрвин фон

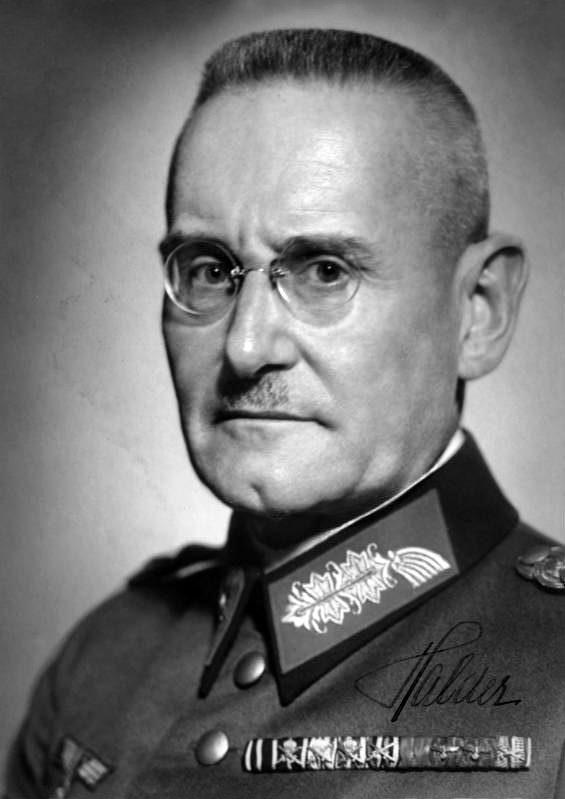
Гальдер, Франц

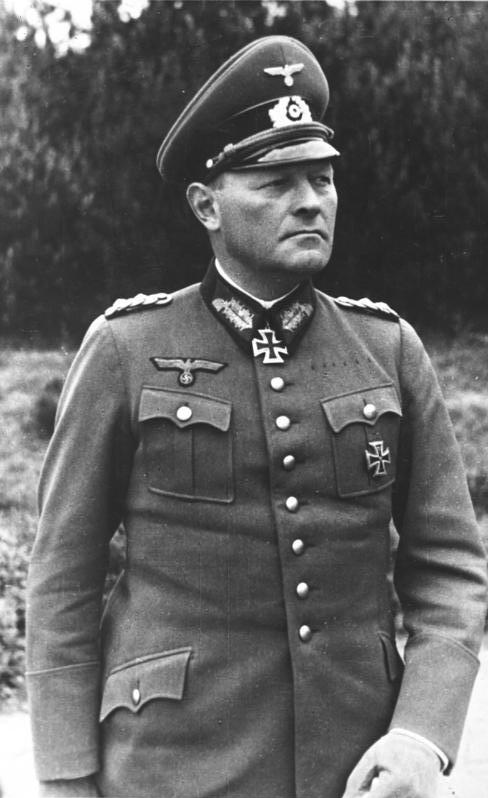
Эрих Гепнер

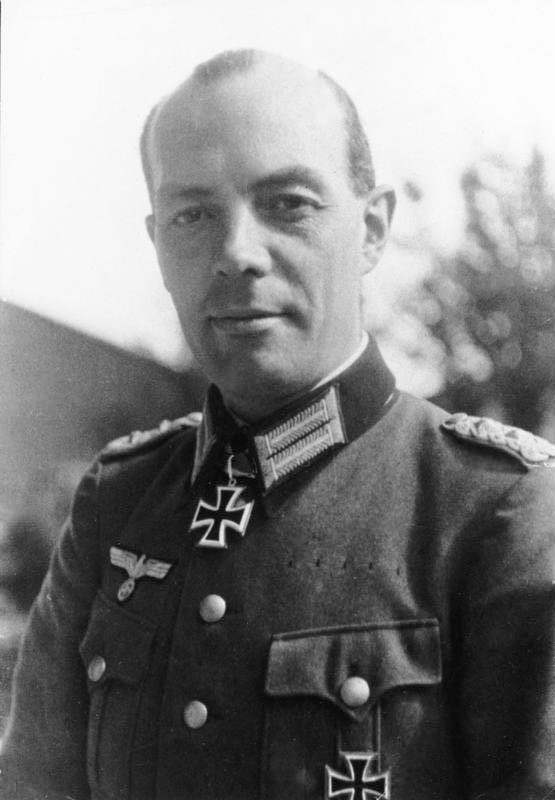
Герсдорф, Рудольф-Христоф, фон

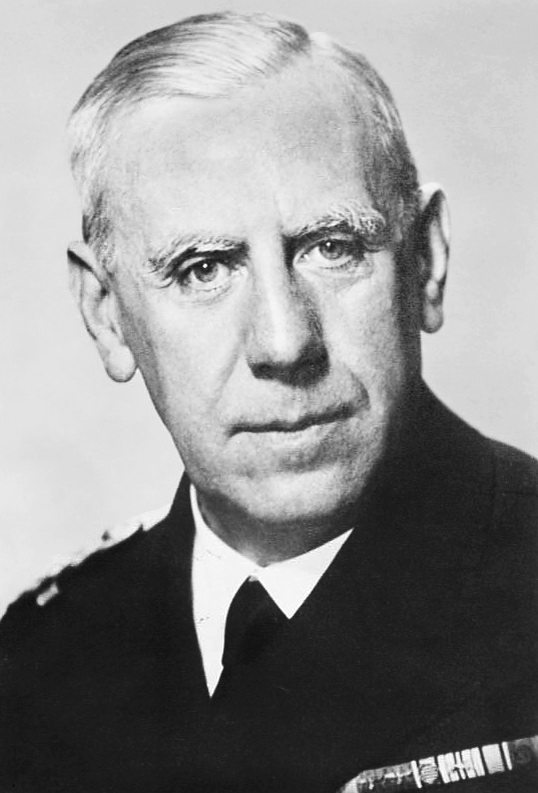
Канарис, Вильгельм

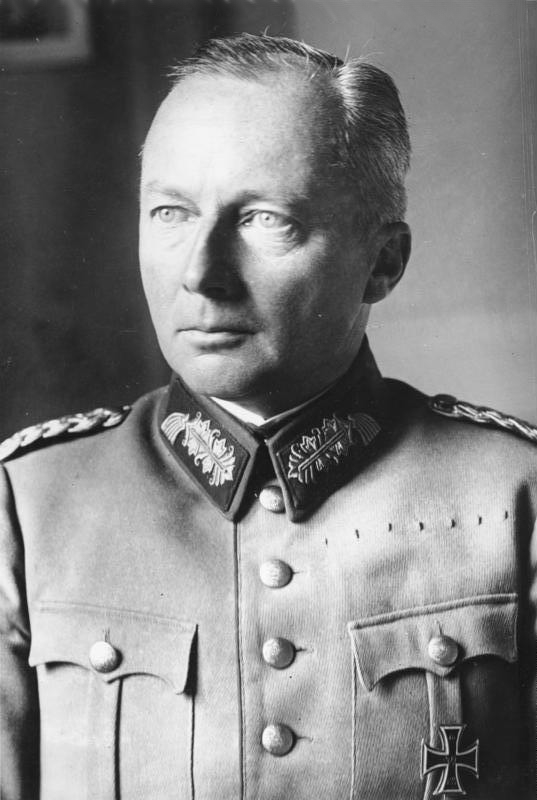
Клюге, Гюнтер

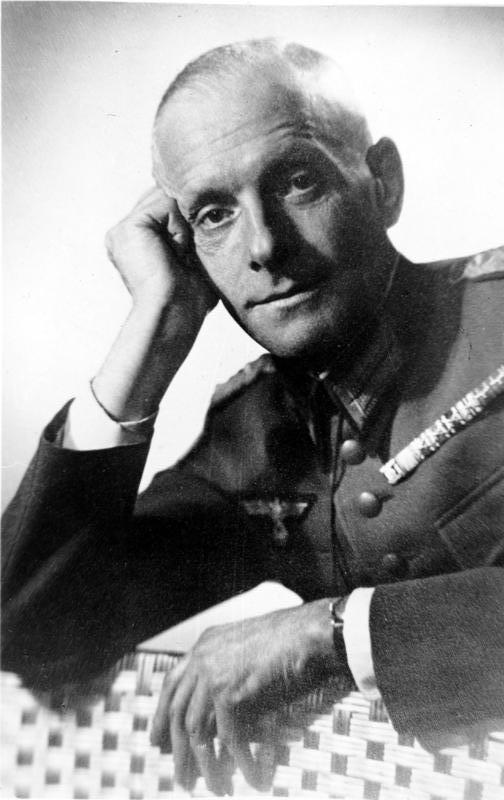
Полковник Остер, Ганс

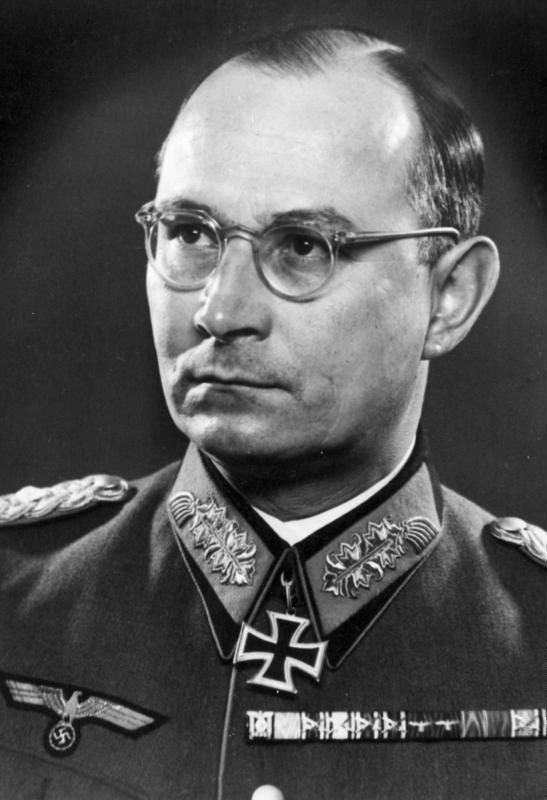
Олбрихт, Фририх

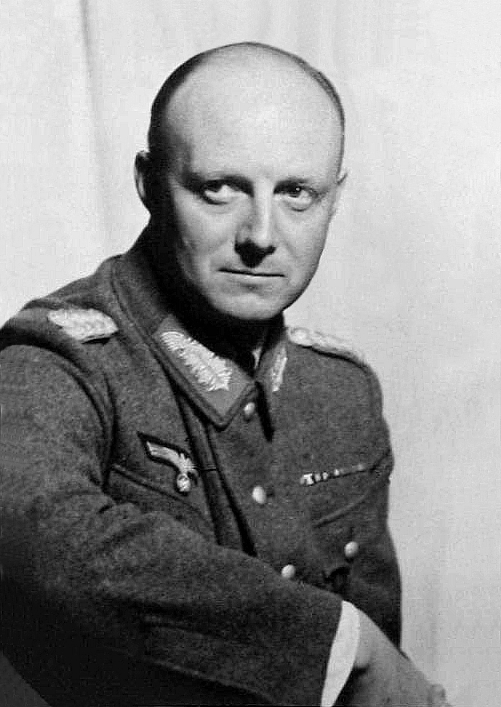
Тресков, Хеннинг, фон

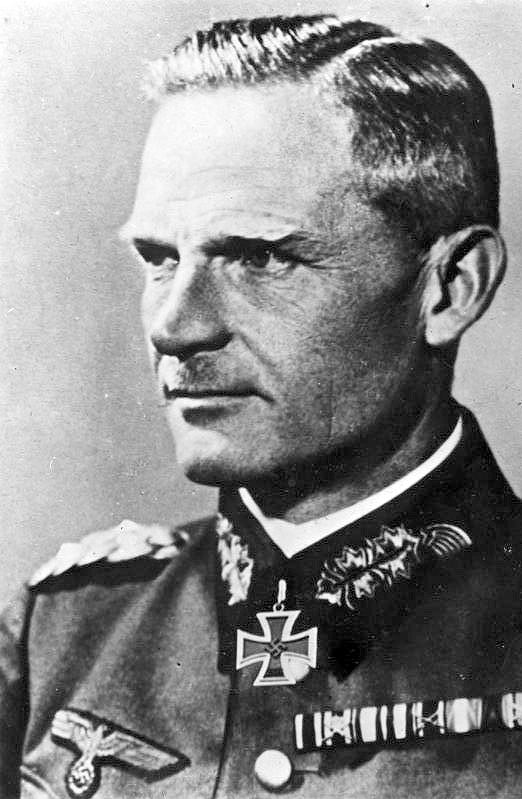
Штюльпнагель, Карл Генрих, фон

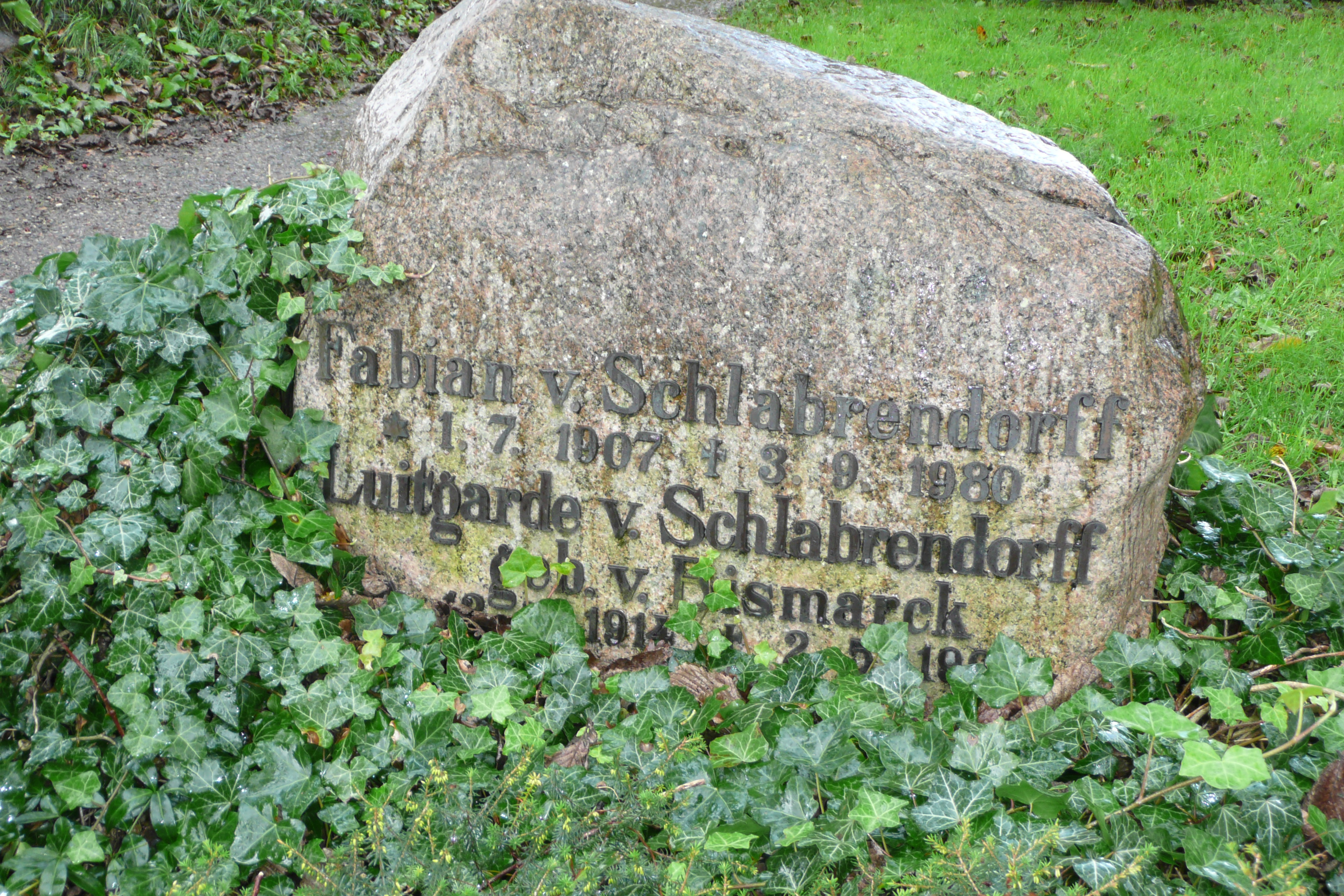
Могила Фабиана Шлабрендорфа

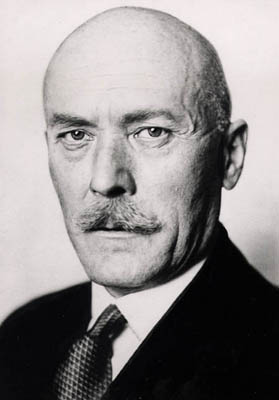
Шуленбург, Вернер фон дер

Бек, Людвиг, генерал-полковник (Beck, Ludwig, Generaloberst (1880—1944)).
Был начальником ОКХ. В 1938 году подал в отставку в связи с протестом против политики Гитлера. В последних числах ноября 1941 года совместно с Вирмером и Кайзером пытался установить через руководителя берлинского бюро агентства «Ассошиэйтед Пресс» Люиса Лохнера контакты с Президентом Рузвельтом. Однако после заявления Гитлера в Рейхстаге 11 декабря того же года об объявлении войны США, эти контакты стали невозможными. Рассматривался как лидер движения, в котором ему предлагалось стать главой государства. После 20 июля неудачно пытался покончить с собой, но был только ранен и окончательно убит по приказу генерала Фромма.
Вицлебен, Эрвин фон, генерал-фельдмаршал (Witzleben, Erwin von, Generalfeldmarschall (1881—1944).
Один из старейших участников сопротивления, отошёл от службы в 1942 году. Рассматривался как верховный главнокомандующий вермахтом в случае удачи. 8 августа казнён..
Гальдер, Франц, генерал-полковник (Halder, Franz, Generaloberst (1884—1972).
В 1938—1942 -начальник штаба ОКХ. Состоял в связи с движением, но с течением времени отошёл от него. В июле был арестован вместе со своей семьёй и содержался в нескольких концлагерях. Затем в 1944 году попал в американский лагерь, из которого без суда освобождён в 1947 году.
Гепнер, Эрих (нем. Erich Hoepner; 14 сентября 1886 — 8 августа 1944) Генерал-полковник (с 1940 года).
Один из создателей тактики глубоких танковых прорывов. Осенью 1941 года благодаря самостоятельно предпринятым решительным действиям имел шанс с хода ворваться в Ленинград. Командир 4-й танковой группы Во время битвы за Москву по собственной инициативе отвёл войска ввиду потери их боеспособности. Отправлен в отставку. Казнён в 1944 году за участие в заговоре 20 июля.
Герсдорф, Рудольф-Кристоф фон (Rudolf-Christoph v. Gersdorff.(1905—1980)
Вызвался взорвать себя бомбой в присутствии Гитлера, Кейтеля, Гиммлера и Деница при их посещении выставки трофейного советского оружия и привёл в действие химический взрыватель бомбы. Но Гитлер внезапно вышел и Герсдорф сумел в туалете предотвратить взрыв. При покушении 20 июля подготовил взрыватель, который был передан его коллеге. Благодаря тому, что соучастники под пытками не выдали его, не был даже арестован и стал одним из немногих выживших участников заговора.
Канарис, Вильгельм, адмирал (Wilhelm Canaris, Admiral) (−1945)
В значительной степени оппозиционные настроения против нацизма проявились в разведывательном ведомстве (de. Auslandsnachrichten und Abwehr), возглавляемом адмиралом Канарисом, имевшим весьма трезвое представление о последствиях начатой Гитлером войны и методах её ведения. Повешен в стальном ошейнике в лагере Флоссенбюрг.15.09.1941 он обращается в ОКВ с протестом против жестокого обращения с советскими военнопленными.
Клюге, Ханс Гюнтер фон, генерал—фельдмаршал (Kluge, Günther von, Generalfeldmarschall (1882—1944).
В начале восточной кампании был командующим группы армий «Центр», попал в серьёзную автокатастрофу и был отозван. После тяжелого ранения Роммеля, занял его должность главнокомандующего немецкими войсками на Западном фронте. Под сильным влиянием члена своего штаба фон Трескова стал склоняться к участию в сопротивлении, но после неудавшегося покушения 20 июля отказался продолжить его план. После вызова в Берлин покончил с собой, приняв цианистый калий 19 августа .
Остер, Ханс, полковник (Hans Oster. Oberst)
Ещё накануне войны начальник штаба Канариса полковник Остер предупреждал правительство Голландии о готовящемся нападении. Однако, ввиду неоднократного изменения срока вторжения (29 раз,)его последнее предупреждение было оставлено без внимания. Повешен в лагере Флоссенбюрг вместе с адмиралом Канарисом и пастором Бонхёфером.
Ольбрихт, Фридрих, генерал от инфантерии (Olbrjcht, Friedrich, General der Infanterie (1886—1944).
Заместитель командующего Резервной армией генерала-полковника Фромма. Ему прочили должность военного министра. Глубоко религиозный человек. Один из организаторов путча. Сразу же после получения о неудаче был без суда расстрелян по указанию своего шефа, пытавшегося скрыть своё участие.
Томас, Георг, генерал от инфантерии (Thomas, Georg, General der Infanterie (1890—1946).
Начальник управления военного строительства и вооружений при ОКВ. Участник сопротивления. Арестован в июле 1944 и заключён. В 1946 освобождён союзниками.
Тресков, Хеннинг фон, генерал-майор (Tresckow, Henning von, Generalmajor (1901—1944).
Первый офицер в звании генерала при штабе группы «Центр». Начальник штаба Второй армии на Восточном фронте. Руководитель группы младших офицеров вермахта и разработчик операции «Валькирия». После провала путча подорвал себя 21 июля в окрестностях Орши ручной гранатой.
Шлабрендорф, Фабиан фон, старший лейтенант (Schlabrendorff, Fabian von, Oberleutnant (1907 −1980)).
Адъютант Хеннинга фон Трескова и его связной с Берлином. После покушения арестован, но оправдан, оставался под арестом до конца войны. После войны опубликовал свою книгу воспоминаний «Offiziere gegen Hitler», ставшую важным источником сведений о сопротивлении.
Штауффенберг, Клаус Шенк фон, полковник (Stauffenberg, Claus Graf Schenk von, Oberst i. G. (1907—1944).
Начальник штаба Резервной армии (командующий генерал Фромм). Один из сообщества молодых офицеров, после «Хрустальной ночи»
превратившийся из почитателя Гитлера в его смертельного врага. Основной исполнитель разработанного Тресковым плана «Валкирия». Сделал попытку уничтожить Гитлера 20 июля 1944 года. Расстрелян в тот же день вместе с Олбрихтом по приказу Фромма.
Штюльпнагель, Карл Генрих, фон, генерал от инфантерии. (Stülpnagel, Karl Heinrich von, General der Infanterie (1886—1944).
С 1942 по 1944 Главнокомандующий войсковым контингентом во Франции, где сделал попытку поддержать путч. Узнав о неудаче попытался застрелиться, но лишь ослеп. Осуждён и казнён в августе 1944 г..
Шуленбург, Вернер фон дер Посол Германии в СССР.(1934—1941).
Участник Битвы на Марне. 5 мая 1941 года , Шуленбург предупредил о готовящемся нападении и назвал точную дату . («Правда», 22 июня 1989)
В сопротивлении рассматривался в качестве возможного кандидата на пост министра иностранных дел (наряду с Ульрихом фон Хасселем). Имел намерение перейти через линию фронта, чтобы от имени заговорщиков договориться с СССР о прекращении войны. 10 ноября 1944 года казнён через повешение.

### Союз немецких офицеров «Свободная Германия»
Национальный комитет «Свободная Германия» (НКСГ, нем. Nationalkomitee Freies Deutschland, или NKFD) — орган политического руководства немецким антифашистским движением во время Второй мировой войны, созданный 12 июля 1943 года в лагере военнопленных на территории СССР под Красногорском (Московская область), по инициативе Коммунистической партии Германии, в который вошли ведущие германские коммунисты, а также ряд немецких солдат и офицеров из числа захваченных в плен под Сталинградом.
Комитет был создан как прообраз будущего демократического правительства Германии. Хотя его члены претендовали на статус немецкого антигитлеровского правительства в изгнании и политический центр немецких антифашистов, фактически его деятельность была сведена лишь к пропаганде в среде военнопленных. Председателем был избран писатель Эрих Вайнерт. В работе организации принимали участие и гражданские антифашисты, например Вальтер Ульбрихт.

## Фольксштурм
Традиции народного ополчения в Германии берут своё начало во времена Освободительной войны в Германии против Наполеона. Тогда идеологом организации всенародного сопротивления противнику стал Герхард Шарнхорст активно поддержанный Карлом Клаузевицем, Нейдхардтом фон Гнейзенау и Генрихом Штейном. В дополнение к армии предполагалось создать Ландвер из мужского населения в возрасте от 18 до 40 лет и Ландштурм в возрасте от 16 до 60 лет, не вошедших, ни в ландвер, ни в регулярные войска. Эти формирования, совершая партизанские действия, оказывали посильную помощь при освобождении страны. Всякий, вступивший в связь с врагом, карался смертью. Не выполняющий приказа лишался гражданских прав.
После того, как осенью 1944 года советские войска вошли в Восточную Пруссию в Германии началось общенародное движение по созданию оборонительных сооружений и по образцу Ландштурма было создано народное ополчение, названное фольксштурмом. Фольксштурм был создан на основании приказа Гитлера от 15 сентября 1944 года. Ответственность за его военную подготовку нёс Гиммлер, а политическую — Борман. Подлежали призыву все ранее освобождённые по старости или по болезни, но работоспособные мужчины. Возраст призывников — от 16 до 60 лет. Число призванных — около 6 миллионов.
Однако, когда, с большими потерями, советские войска были изгнаны с территории Германии, на время создалось впечатление, что непосредственная опасность отступила и начатые мероприятия были отменены, как ненужные и порождающие панические настроения.
Когда же 12 января 1945 в излучине Вислы началось мощное советское наступление и Восточный фронт был взломан, стало ясно, что война безнадёжно проиграна.

В то время немецкий народ был втайне преисполнен ужаса, перед тем, что произойдет, когда Германия проиграет эту войну. И это ощущение испытывали не только верхи. Весь народ испытывал чувство, что все мосты сожжены и на милость невозможно рассчитывать. Именно неспокойная совесть, отягченная знанием преступлений, совершенных нацистами во имя Германии, была основой призрачной веры в окончательную победу с помощью «чуда оружия», вопреки здравому смыслу и политической и военной ситуации— Heinrich Graf von Einsidel. Der Überfall. Hoffmann und Campe
«Перед предвкушавшими близкую победу советскими войсками катилась волна панического страха», подтверждённого ранее докладами международной комиссии о зверствах советских солдат в Неммерсдорфе и других населённых пунктах Восточной Пруссии. Бернхард Фиш, принимавший участие в боях за Неммерсдорф, а впоследствии выпустивший несколько книг и статей, не исключает возможности провокации с немецкой стороны — использования диверсантов, переодетых в советскую форму.
Илья Эренбург в своих филиппиках взывал к мести:

И вот мы в Германии.. немецкие города горят и это меня радует… Немец — повсюду немец. Он уже подвергается наказанию, но ещё недостаточно. И что может нас остановить? .. Нет, Германия, слишком поздно. Час мести пробил!
Выступления Эренбурга в массовом порядке, так же, как и подробности расследований военных преступлений, совершаемых советскими войсками, тиражировались всеми средствами массмедиа с целью мобилизации армии и населения на проведение «тотальной войны».

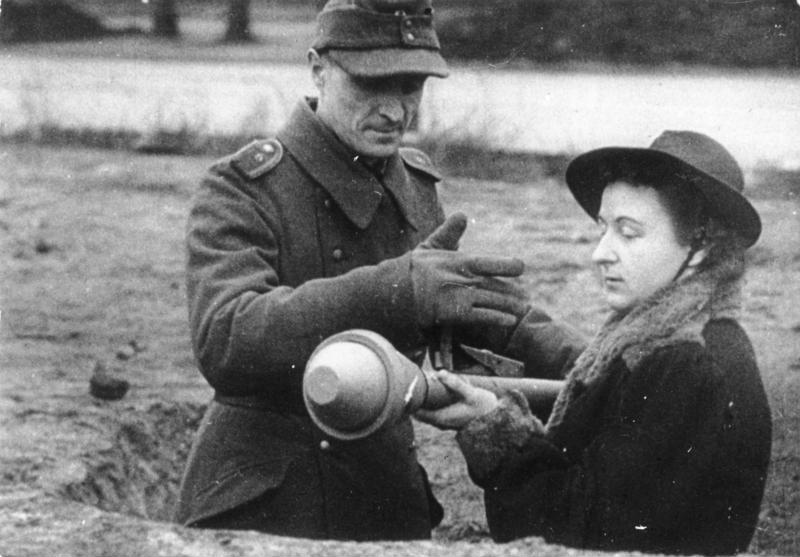
В последние дни рейха

Отступающие на запад беженцы уничтожались союзниками штурмовой авиацией, давились танками, а пытавшиеся спастись морем расстреливались в портах погрузки и тысячами топились даже в том случае, когда суда несли явно видимые знаки Красного креста (Например — уничтожение госпитального судна «Позен» советскими штурмовиками.11.04.1945.г. На судне находились около 700 человек, среди них 544 раненых,12 медицинских сестер, остальные — беженцы, взявшие на себя труд по уходу за ранеными. Удалось спастись 400, около 300 сгорели заживо или утонули вместе с судном).
В создавшейся обстановке подавляющее большинство немцев на Востоке страны не видело для себя иного выхода, кроме вооружённой борьбы. Даже явные противники нацистского режима становились теперь убеждёнными защитниками родины. За оружие брались старики, женщины и дети. При этом население на Востоке страны стремилось как можно дольше продолжить войну с тем, чтобы наступающие войска союзников смогли бы продвинуться как можно дальше на Восток.
Плохо подготовленные бойцы фольксштурма несли большие потери при столкновении с советскими частями. Поскольку их униформа цветом отличалась от обмундирования вермахта, многие при попадании в советский плен расстреливались, как партизаны. Общее число пропавших без вести бойцов фольксштурма оценивается в 175 000 человек.
В своём первомайском выступлении по случае праздника рабочих — нем. Maifeier, (отмечаемого как в Германии, так и на некоторых оккупированных территориях, в частности на Украине) по радио адмирал Карл Дёниц, уже как руководитель государства, и Верховный главнокомандующий, заявил:

Я считаю своей первой задачей спасти немецких людей от уничтожения наступающими войсками большевиков. Вооружённая борьба продолжается сейчас только ради этой цели. Пока и поскольку англичане и американцы будут мешать нам выполнять эту задачу, до тех пор мы будем бороться и против них. При этом англо-американцы станут продолжать войну уже не ради собственных интересов, а за распространение в Европе большевизма. 

## Капитуляция
7 мая 1945 года генерал-фельдмаршал Вильгельм Кейтель, начальник Штаба Верховного главнокомандования Германии, подписал от лица главы государства — адмирала Карла Дёница в Реймсе в штабе главнокомандующего вооружёнными силами союзников Дуайта Эйзенхауэра в 2 часа 41 минуту акт о безоговорочной капитуляции Германии. В соответствии с ним с 23.01 8 мая военные действия на территории всей Европы должны быть прекращены.
Однако, по настоянию И. В. Сталина, эта процедура была повторена в ночь с 8 на 9 мая 1945 года генерал-фельдмаршалом Вильгельмом Кейтелем, генерал-адмиралом Гансом фон Фридебургом и генерал-полковником Гансом Штумпфом. Три этих высших офицера подписали акт о безоговорочной капитуляции от имени Верховного командования вооружённых сил Германии.
День 9 мая был назван днём официального прекращения огня. Последние воинские формирования вермахта были разоружены к сентябрю 1945 года. Вермахт распущен законом Контрольного совета союзников № 34 от 20 августа 1946 года. После войны и разделения Германии на две части были созданы вооружённые силы двух стран, называвшиеся соответственно «Национальная народная армия» (ГДР) и «Федеральные силы обороны» (бундесвер — ФРГ).
По советским данным на 26 июня 1944 года потери вермахта составили 7,8 миллиона убитыми и пленными. Так как число военнопленных тогда составляло не менее 700 000 человек, то немецкие потери убитыми составляли по советским данным 7,1 миллиона убитыми. Таким образом, можно предположить, что по советским данным, за всю войну пало не менее 10 миллионов солдат вермахта.

## Военные преступления и их судебное преследование
Начиная войну, Гитлер с самого начала заявлял, что она ставит своей целью изменение международного порядка, уничтожение по всей Европе «большевистско-еврейского заговора» и потому будет вестись на уничтожение с выходом далеко за пределы установившихся нормативов традиционной войны. В связи с этим вермахт объективно стал основным инструментом реализации этой преступной политики. Вместе с тем по окончании войны встал ряд проблем по кодификации совершённых нарушений общепризнанных обычаев войны, определении виновников и их наказании.
В существовавших в то время договорённостях, достигнутых в Женеве допускалось применение репрессий в виде взятия заложников и убийства без суда лиц, даже не имеющих отношения к актам сопротивления. Ограничение состояло в том, что такие действия допускались исключительно, как средство принуждения, но никоим образом не как средство наказания или мести. Однако во время войны эти акты стали не исключением, но правилом и потому международное право требовало коррекции. В том числе и потому, что принявшая тотальный характер война в современных условиях вовлекла в вооружённую борьбу массы населения в форме, противоречащей действующим правилам.
Партизанское движение в большинстве случаев было организовано с нарушением 2-й Гаагской Конвенции о законах и обычаях сухопутной войны (IV Гаагская конвенция, 1907 г.). Партизаны уничтожали пленных. При этом, поскольку партизан в подавляющем большинстве случаев не имел явственно видимого и потому демаскирующего отличительного знака, а своё оружие носил скрытно, он не мог рассматриваться как комбатант.И потому действия против партизан рассматривались как борьба с организованным бандитизмом. Это вело к тому, что жертвами проводимых зачисток нередко становились мирные жители.
При отступлении войск с обеих сторон применялась «тактика выжженной земли». Так в Киеве при отступлении РККА был взорван Крещатик, под Ленинградом, Москвой и другими городами специальные диверсионные отряды уничтожали дома (эпизод с Зоей Космодемьянской), А немцы в Белоруссии, например, за период с июня 1941 года по июль 1944 года войсками СС уничтожили 209 городов и около 9200 деревень, их жители были большей частью убиты. На основании «Директивы о сотрудничестве армии с айнзатцгруппами СС» вермахт принимал участие прямо и косвенно в арестах и убийствах евреев.
На Нюрнбергском процессе международный трибунал признал преступными организации СС, СД, гестапо и руководящий состав нацистской партии. Генеральный штаб и Верховное командование вермахта (OKW) в целом преступными организациями признаны не были. Вермахт с самого начала процесса не был причислен к списку обвиняемых и к преступным организациям также причислен не был.
Однако, после главного, были проведены частные последующие Нюрнбергские процессы над армейским командованием, а именно: процесс над генералами Юго-Восточного фронта, (Case VII Generals on southeastern front), над командованием спецподразделений -«зондеркоманд» (Case IX Task forces) и Верховным командованием вермахта (Case XII Wermacht High Command).
Кроме того, значительное число немецких военнопленных долгое время содержалось в концентрационных лагерях на территории Советского Союза. Последние 40 000 пленных были репатриированы в 1955, когда канцлер Аденауэр добился их освобождения при своей встрече с Хрущёвым.

## Похоронное дело и память о павших

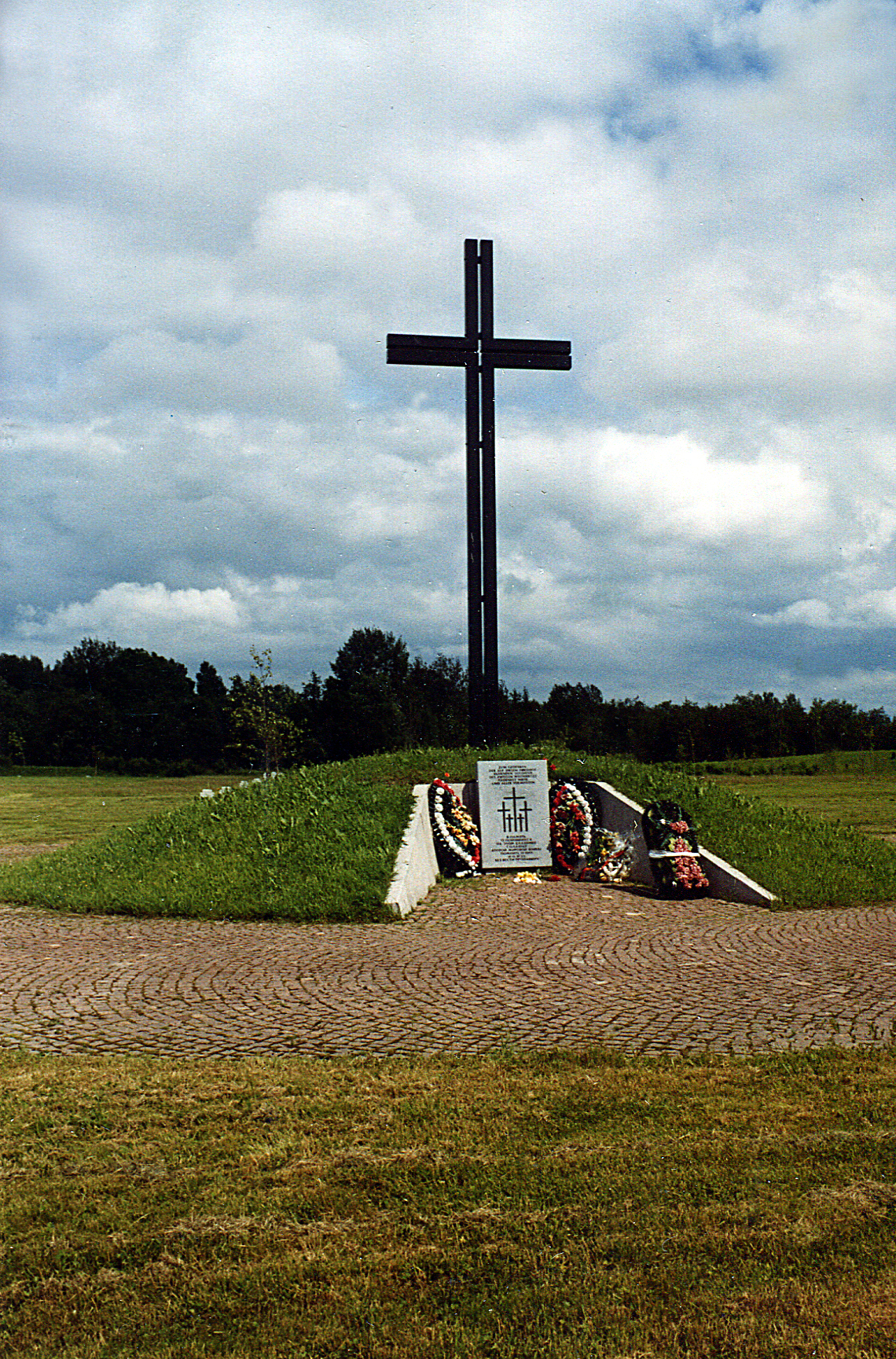
Памятник на крупнейшем воинском немецком кладбище вермахта (Лезье-Сологубовке, Ленобласть)

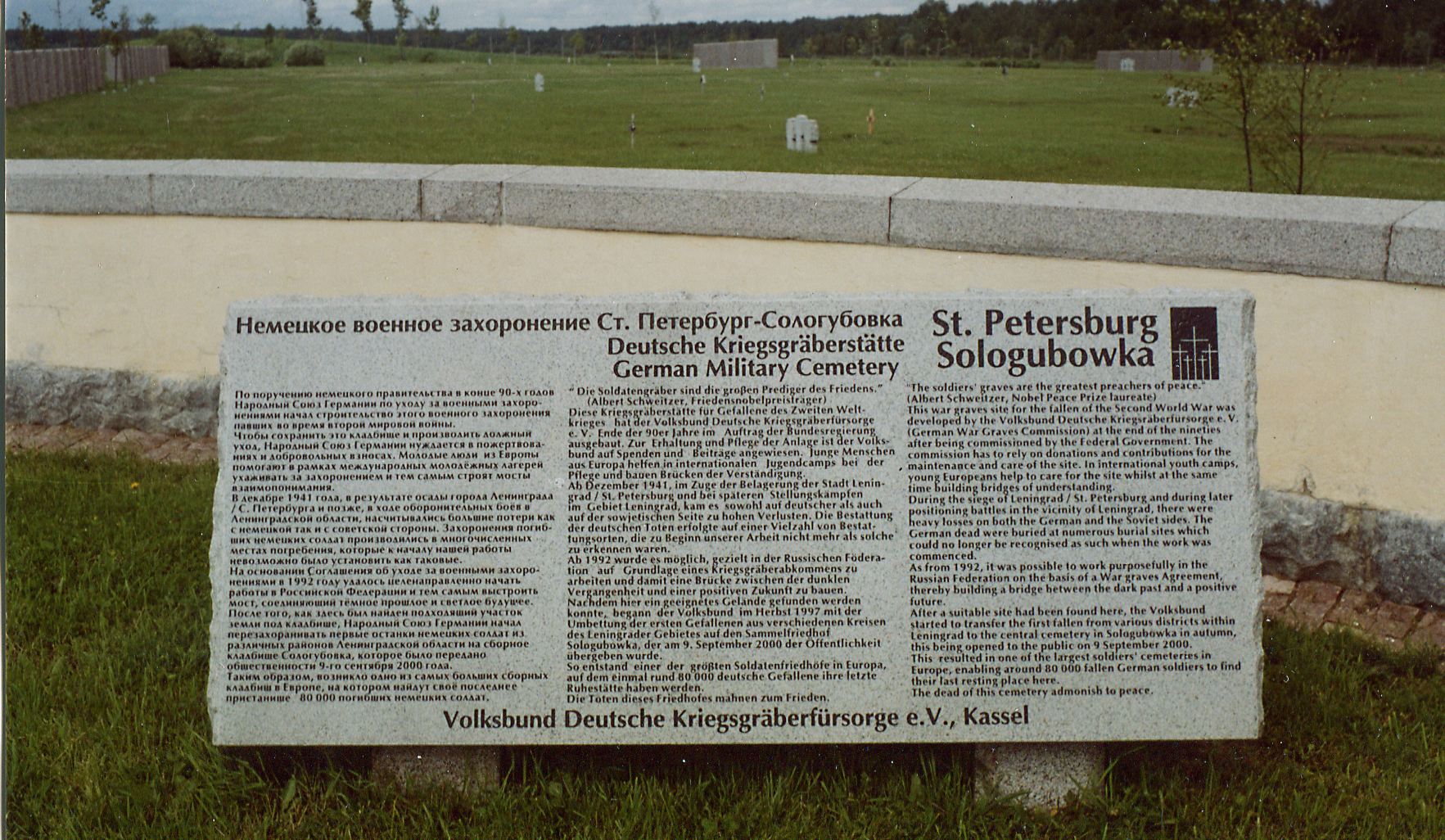
Памятная доска на военном кладбище в Сологубовке-Лезье

16 декабря 1919 года. был организован Народный союз Германии по уходу за военными захоронениями, как общественная организация. После 1933 года руководящий орган Народного Союза не избежал влияния национал-социалистической идеологии. Во время войны деятельность Союза носила ограниченный характер. Тогда организацию работ по закладке солдатских кладбищ переняла на себя похоронная служба вермахта.
Это гуманитарная организация задачами которой являются сбор и документирование информации о немецких военных захоронениях за рубежом, меры по их сохранению и уход за ними. Народный Союз оказывает помощь родственникам павших по вопросам ухода за военными могилами, консультирует общественные организации и частные лица, осуществляет поддержку международной деятельности в области ухода за военными захоронениями и способствует проведению встреч молодых людей на местах захоронений павших солдат.
Народный Союз насчитывает 1,3 млн членов Союза и спонсоров. За счёт взносов и пожертвований, а также от средств, поступающих от добровольных сборов, проводящихся один раз в год по домам и на улицах, финансируется работа Народного Союза. Правительство Германии, в случае недостатка средств для проведения определённых работ, оказывает Союзу финансовую поддержку.
В этих целях Народный Союз организует поездки к местам захоронений, включая организацию национальных и международных молодёжных лагерей по уходу за военными кладбищами, проводит информационную работу со школьниками. Кроме этого, на четырёх зарубежных кладбищах организованы молодёжные центры, где созданы условия для осуществления педагогических проектов по воспитанию у школьников и молодёжи чувств мира.
Только в 1946 году Народный Союз смог восстановить свою гуманитарную деятельность. За короткие сроки удалось благоустроить в Германии более 400 военных кладбищ. В 1954 году канцлер Федеративной Республики Германии Аденауэр возложил на Народный Союз обязанности производить поиск немецких военных захоронений за рубежом и принимать меры по уходу за ними и сохранению.
Под его опекой на начало 21 века находятся более 630 военных кладбищ в 40 государствах с общим числом захоронений около 1,7 млн погибших. Около 13 тыс. добровольных и 520 штатных сотрудников выполняют сегодня работы, возложенные на Народный Союз.
После политических перемен в Восточной Европе Народному Союзу удалось возобновить свою работу также и в государствах бывшего Восточного блока, где во время Второй мировой войны погибло около трёх миллионов немецких военнослужащих, что примерно вдвое больше, чем покоящихся на Западе.
На территории бывшего СССР многие из более чем ста тысяч захоронений разрушены, застроены или разграблены. Несмотря на это, за последние годы удалось восстановить и заложить более 150 кладбищ второй мировой войны и более 150 захоронений первой мировой войны в странах Восточной, Средней и Юго-Восточной Европы. К этому числу относятся 21 центральных сборных кладбищ. В настоящее время (На начало XXI века)около 50 кладбищ находятся в процессе строительства. Порядка 152 000 погибших во время войны, уже перезахоронены.
День народной скорби, проводимый Народным Союзом в ноябре месяце каждого года при активном участии всенародных политических и общественных организаций, является днем памяти павших и призывом к миру.
В 1994 году правительство Ленинградской области выделило под строительство немецкого кладбища 5 гектаров земли в деревне Сологубовка.
По согласованию с администрацией Ленинградской области было решено превратить кладбище немецких солдат в деревне Сологубовка в самое большое в мире военное кладбище. Сейчас на нём захоронено около 22 000 человек. К сроку окончания поисковых работ здесь найдут своё успокоение останки около 80 000 человек.
Здесь же предполагалось установить и памятник советским солдатам.